# پوشاک محلی اقوام ایرانی

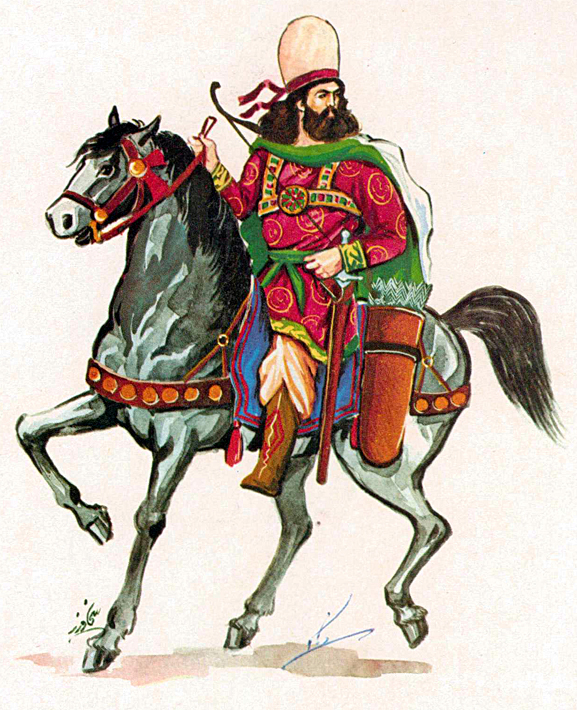
پوشش ساسانیان

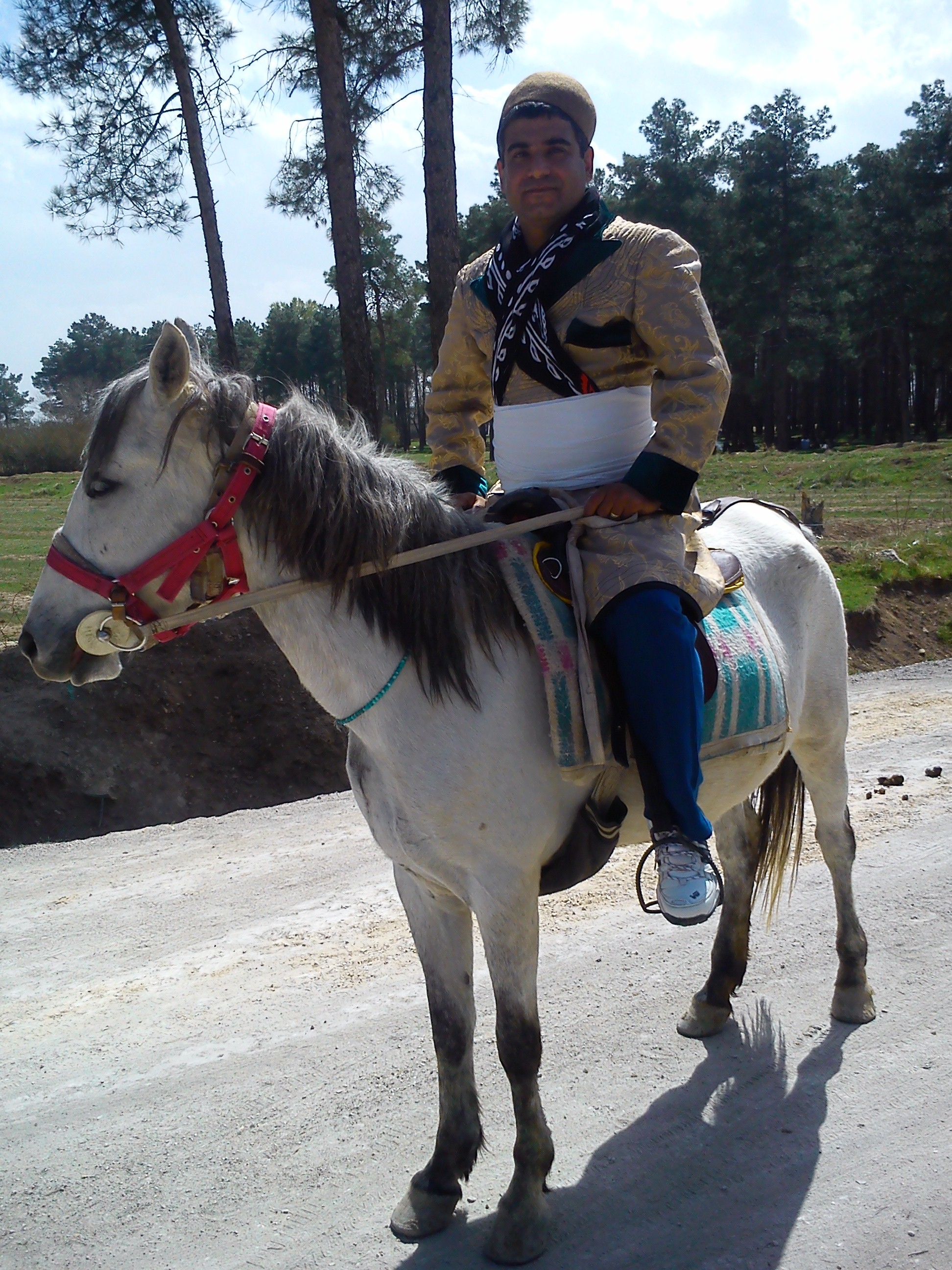
شال و ستره… قوم لر که لباس بومی مردم لرستان

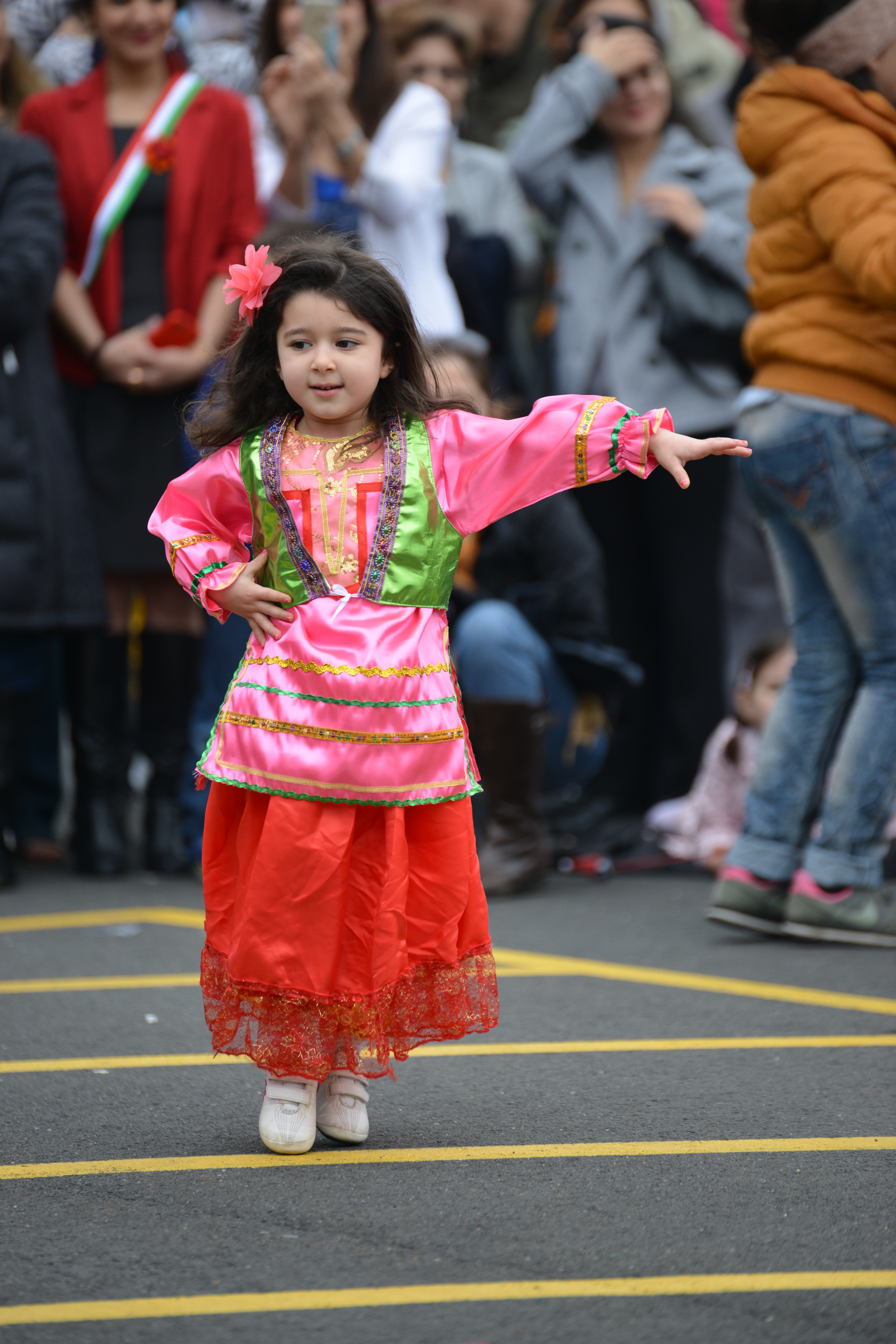
رقص دختربچه‌ای با لباس محلی در مراسمی خیابانی به مناسبت فرارسیدن نوروز در شهر واشینگتن، دی.سی.

پوشاک محلی اقوام ایرانی بازتابی از فرهنگ، تاریخ، اقلیم و سبک زندگی مردمان این سرزمین است. این پوشاک که نسل به نسل منتقل شده‌اند، نمادی از هویت و اصالت هر قوم به‌شمار می‌روند. به عنوان مثال، در مناطق شمالی ایران مانند گیلان و مازندران، پوشاک سنتی زنان شامل «چادرشب» و «دامن‌های چین‌دار» با رنگ‌های شاد و متنوع است که متناسب با آب‌وهوای مرطوب منطقه طراحی شده‌اند. مردان این مناطق نیز معمولاً لباس‌هایی از جنس پارچه‌های ضخیم مانند «چوخا» می‌پوشند که در برابر سرما مقاومت دارند. این لباس‌ها علاوه بر کارکردهای عملی، اغلب با هنرهای دستی مانند گلدوزی یا بافت‌های خاص تزئین شده‌اند.
در جنوب ایران، به ویژه در مناطق گرم و خشک مانند خوزستان و هرمزگان، پوشاک محلی با پارچه‌های سبک و خنک تهیه می‌شود. زنان این مناطق از «لباس بندری» با رنگ‌های زنده و نقش‌ونگارهای زیبا استفاده می‌کنند که با هنرهای سوزن‌دوزی و زری‌دوزی تزئین شده است. مردان نیز معمولاً لباس‌های سفید و بلند مانند «دشداشه» می‌پوشند که خنکی و راحتی را فراهم می‌کند. این تنوع در پوشاک اقوام ایرانی نه تنها نمایانگر تنوع جغرافیایی و فرهنگی کشور است، بلکه نشان‌دهندهٔ ذوق و هنر ایرانیان در استفاده از طرح‌ها، رنگ‌ها و الگوهای خاص است که هر منطقه‌ای را به شیوه‌ای منحصر به فرد معرفی می‌کند.

## استان های آذربایجان

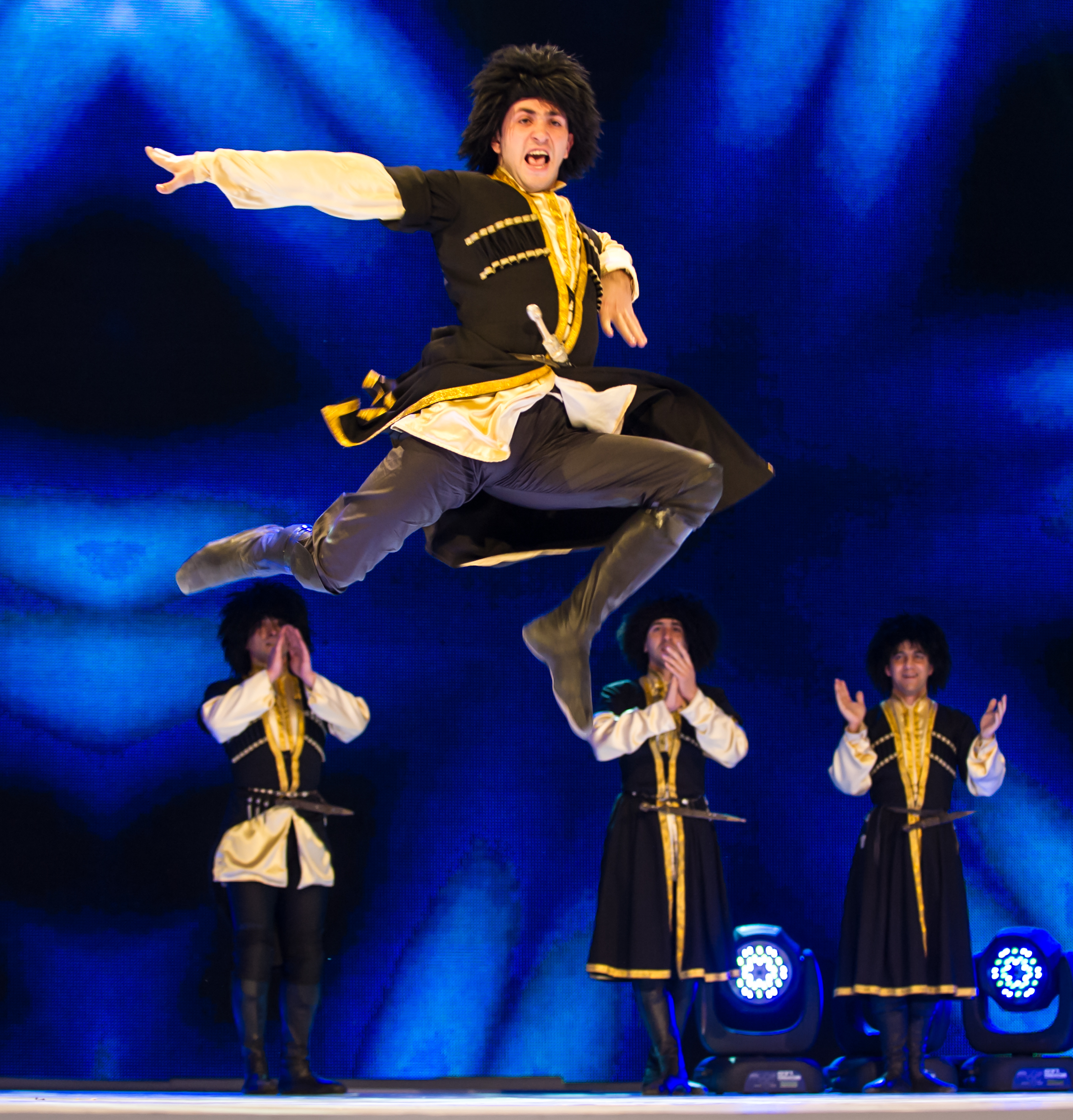
لباس محلی مردان آذربایجانی

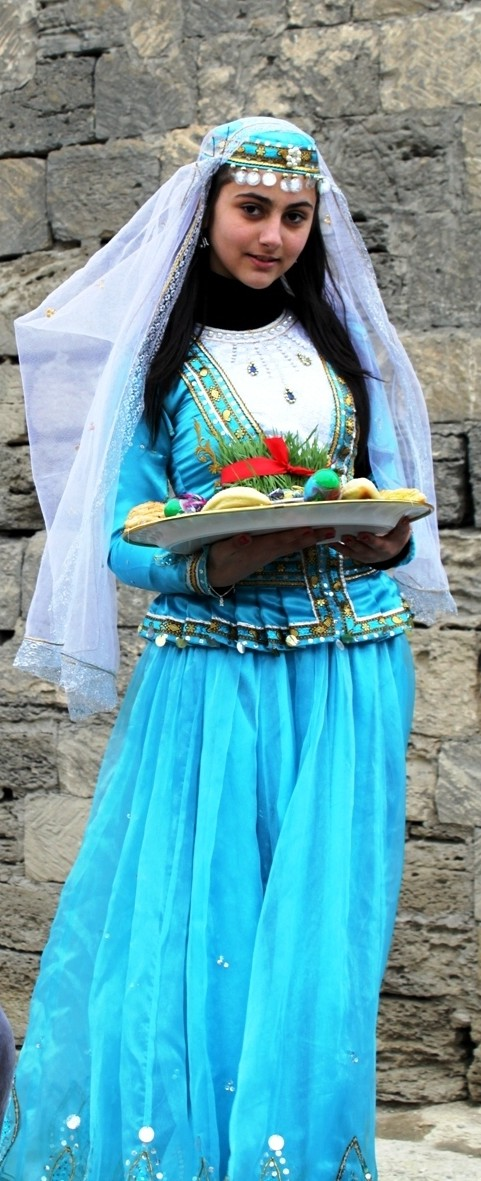
دختر آذربایجانی با لباس آذربایجانی

لباس اصیل آذربایجانی نشان‌دهندهٔ وضعیت تأهل و سن می‌باشد که رقص آذربایجانی با لباس آذربایجانی به اجرا درمی‌آید. از قرن بیستم به بعد، لباس آذربایجانی در شهرها کاربرد خود را از دست داده و حالت مدرنیته به خود گرفته‌است؛ ولی عموماً در مناطق عشایری و روستایی و مناطقی که اهالی آذربایجانی سکونت دارند، به مانند سابق کارکرد خود را حفظ کرده‌است.

## اردبیل
یکی از جاذبه های فرهنگی استان اردبیل همین لباس محلی است که در زمان گذشته می پوشیدند. متاسفانه امروزه دیگر افراد بسیار کمی وجود دارند که از لباس محلی استفاده کنند. البته در بین مردان نیز رواج دارد اما در بین زنان از مد افتاده است و فقط در مراسم های خاص لباس محلی خود را می پوشند. مردان اردبیل لباس آنچنان خاصی ندارند و تنها کت و شلوار و کلاهی که در سر دارند معروف است. که کلاه آنان نیز شبیه به کلاه های استان گیلان است.
زنان نیز روسری یا شال بزرگ گلداری به سر می کنند که به گردن خود دور میزنند و در بالای پیشانی می بندند. پیراهن آنان نیز بلند است و بیشتر از رنگ های شاد استفاده می کنند. لباس آنان نیز بیشتر شبیه زنان بختیاری یا گیلانی است. در ضمن زنان شاهسون جلیقه هایی نیز بر تن می کنند که بدون آستین هستند.

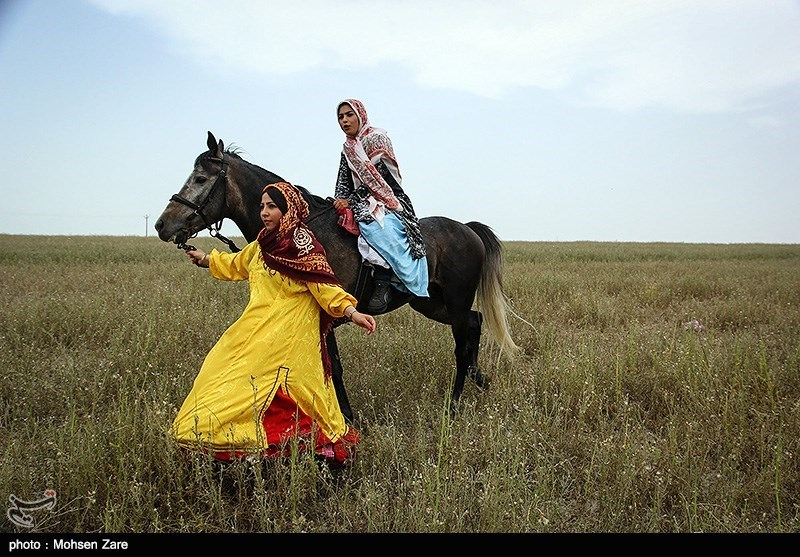
دختران در لباس محلی اردبیلی

## اصفهان
لباس اصیل مردم اصفهان در حدود ۳۰۰ سال قبل، لباس نخی سفید یا شیری بوده‌است که به صورت دستباف تهیه می‌شده‌است.
تن‌پوش زنان اصفهان

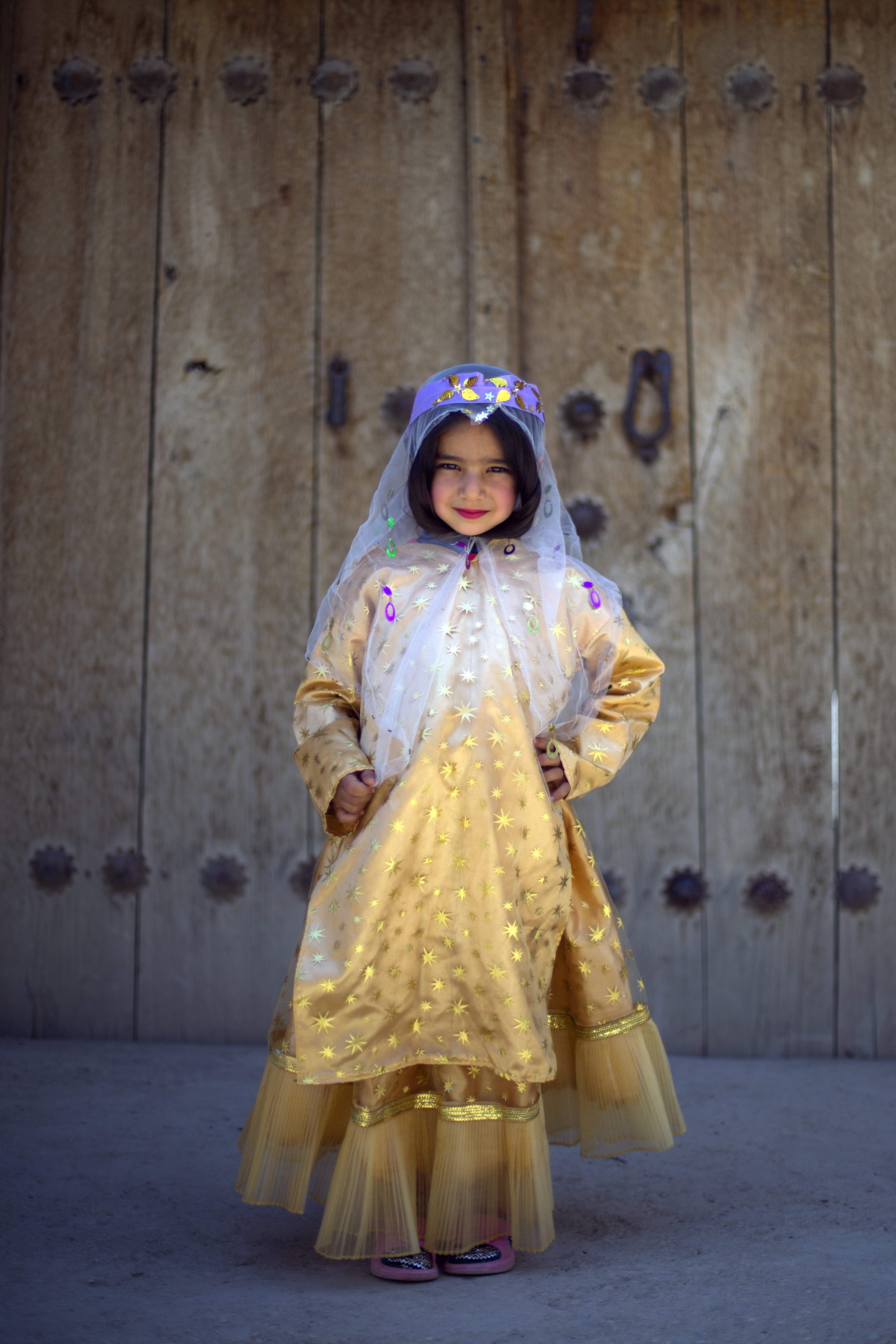
یک کودک اهل روستای خفر سمیرم (اصفهان) با لباس محلی

لباس اصیل زنان اصفهان شامل یک دامن مخمل قرمز کوتاه رنگ با چین‌های زیاد که توسط دکمه بسته می‌شده و یک پیراهن گلدوزی شیری رنگ بوده‌است.
زنان جوان یک شلوار نخی سفید رنگ و زنان مسن شلوار مشکی می‌پوشیدند و برای حجاب، چارقد گلدوزی شده شیری رنگی استفاده می‌کردند که با سنجاق دور سر بسته می شده است.
تن‌پوش مردان اصفهان
لباس مردان نیز از یک شلوار مشکی گشاد، پیراهن سفید یقه ساده،دکمه دوبل با آستین‌های گشاد، یک جلیقه کوتاه مشکی و یک کلاه نمدی تشکیل می‌شده‌است.
لباس مردان در زمستان یک قبای بلند ساده بر روی لباس اصلی بوده که با شال ابریشمی دور کمر بسته می‌شده‌است.
نطنز
لباس زنان در ابیانه نطنز
لباس محلی زنان ابیانه نطنز عبارت است از:
چارقد، پارچه مربع شکل به ابعاد ۵/۱ متر که به شکل سه گوش روی سر قرار می‌گیرد.
پیراهن بلند در طرح‌ها و رنگ‌های مختلف که با کار دست گلدوزی شده و با یراق‌های از جنس نقره تزئین شده‌است و همچنین یقه و چاک‌های زیبا از پارچه‌های گلدار زیبایی این لباس را دوچندان نموده‌است.
شلوار یا شلیطه که جامه‌ای پر چین است که از کمر تا سر زانو را می‌پوشاند که با یراق‌های از جنس نقره تزئین می‌شود.
در هوای سرد زمستانی علاوه بر این لباس‌ها بر روی پیراهن آرخالق یا نیم تنه که از پارچه‌ای از جنس مخمل تهیه شده پوشیده می‌شود که به نام کرتی شناخته می‌شود.
همین‌طور در زمستان بر روی چارقد، چادر شبی از جنس ابریشم (کج) پوشیده می‌شود که بافت آن به صورت شطرنجی و با رنگ‌های زیبا طراحی شده‌است.
گیوه زنانه محلی یا در زمستان کفش (چموش) استفاده می‌شود.
نکته قابل توجه اینکه پارچه‌های لباس زنانه از رنگ‌های روشن و گل و بوته‌های رنگین و درشت انتخاب می‌شود که از آسمان شفاف و زیبائی‌های طبیعی منطقه الهام گرفته‌است.

## کهگیلویه و بویراحمد
تن‌پوش مردان بویراحمدی
در آغاز قرن بیستم مردها پیراهن بی یقه سفید، شلوار گشاد سیاه که دم پایشان جمع شده بود، قبایی که جلویش با کمربند بسته می‌شد، و کلاه کوتاه و گرد نمدی می‌پوشیدند. بعضی مردها نیز ژاکت‌های پوستی و جلیقه‌های نمدی می‌پوشیدند. پاپوششان نیز مانند همه ایران گیوه (ملکی) بود. برای جشن‌ها، شکار و جنگ مردها عبای نازکی به نام چوقا می‌پوشیدند. بستن قطار فشنگ نیز مایه مباهات بود.
تن‌پوش زنان بویراحمدی
لباس زنان بویراحمدی با رنگارنگی و تنوعش شناخته می‌شود. زن‌ها دامن چند لایه (شلیته، تنبان)، تونیکی با شکاف در دو سمتش و ژاکت کوتاه می‌پوشند. بر روی کلاه‌های کوچکشان (لچک) نیز تور روسری مانندی (چارقد یا همان گلونی) می‌پوشند. زن‌های بویراحمدی، پیشانی بند ابریشمی ای نیز دور سرشان (روی چارقد) می‌پیچیدند. جواهرات (گردنبند، سنجاق چارقد، گوشواره و النگو) نیز وابستگی و ثروت خانوادگی را می‌نمایاند.

## بختیاری

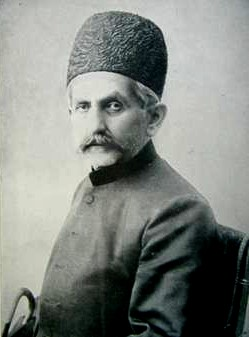
یک مرد لر بختیاری(سردار اسعد بختیاری)

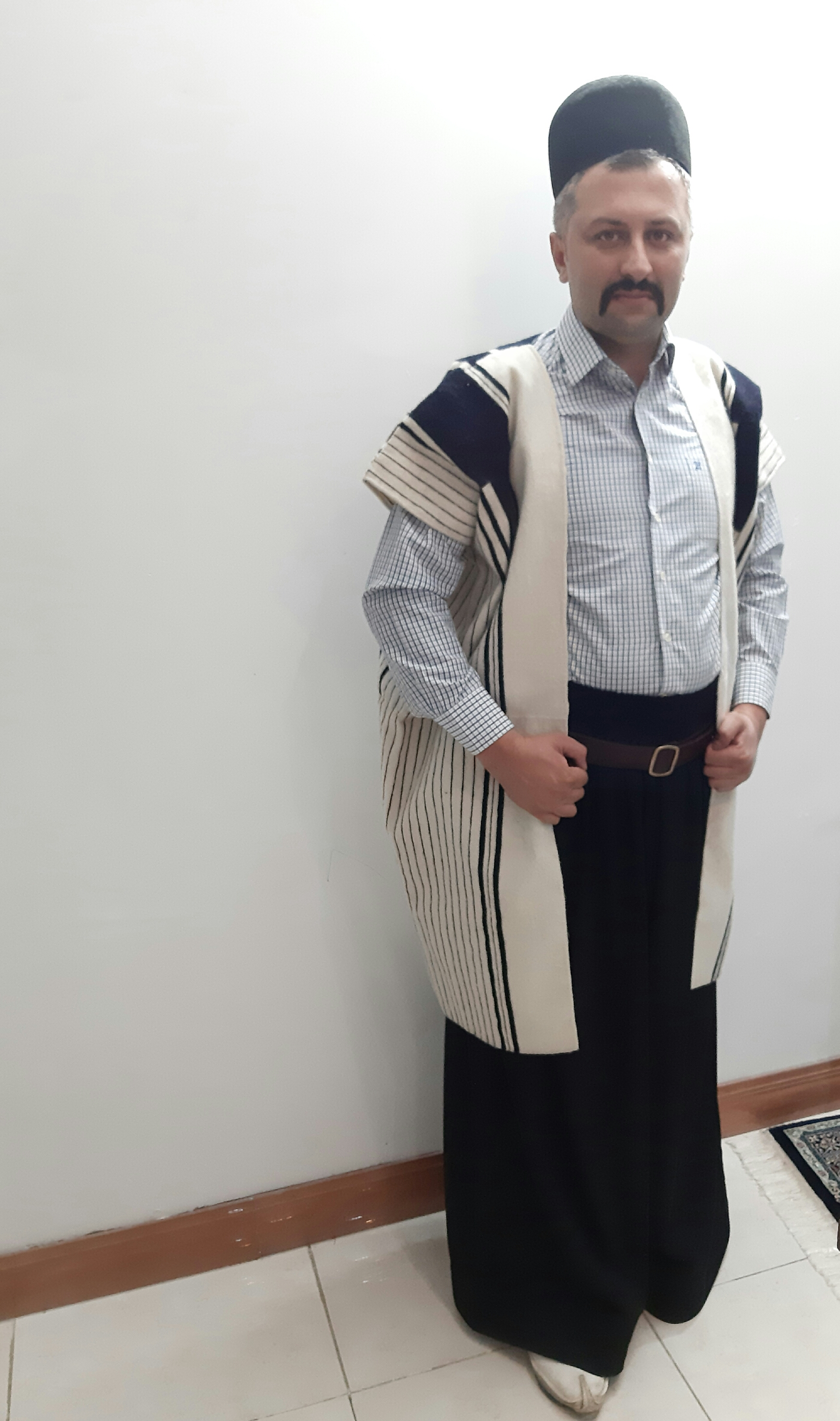
مجید باقرپور با پوشش بختیاری

لباس مردان لر بختیاری شامل کلاه نمدی، چوقا، شال و شلوار گشاد سیاه رنگ معروف به (دبیت) و کفشی به نام گیوه است و لباس زنان لر بختیاری شامل لَچَک، زیرلچک، مینا، بندسوزن، دستمال، پیراهن، شلوار قِری و کفش است.

### تن‌پوش مردانلر بختیاری
1. سرپوش مردان لر بختیاری کلاهی نمدی است که به آن کلاه خسروی هم گفته می‌شود و به رنگ‌های مشکی و قهوه‌ای روشن و تیره و سفید است.
2. مردان لر بختیاری پیراهنی به نام چوقا به تن می‌کنند که دست بافت زنان عشایر است که از پشم بز به دو رنگ سیاه و سفید تهیه می‌شود و خاصیت آب گریزی دارد و گرما را در زمستان نگه‌می‌دارد و در تابستان رطوبت و خنکی را حفظ می‌کند. نقش‌های چوقا ، ستون های کوتاه و بلند هستند و طرح این ستون‌ها را از ساختمان‌های دوره هخامنشی می‌دانند که در آن سیاهی‌ها رو به پایین و سرنگونی و سفیدی‌ها رو به بالا و سربلندی دارد.
3. برای پوشش پایین تنه از شلواری به نام شولار دبیت به رنگ مشکی استفاده می‌شود که شلواری گشاد و بسیار آزاد است؛ و پوشش پا گیوه است که در تابستان رطوبت و خنکی را حفظ می‌کند و در زمستان گرما را نگه می‌دارد.

### تن‌پوش زنانلر بختیاری

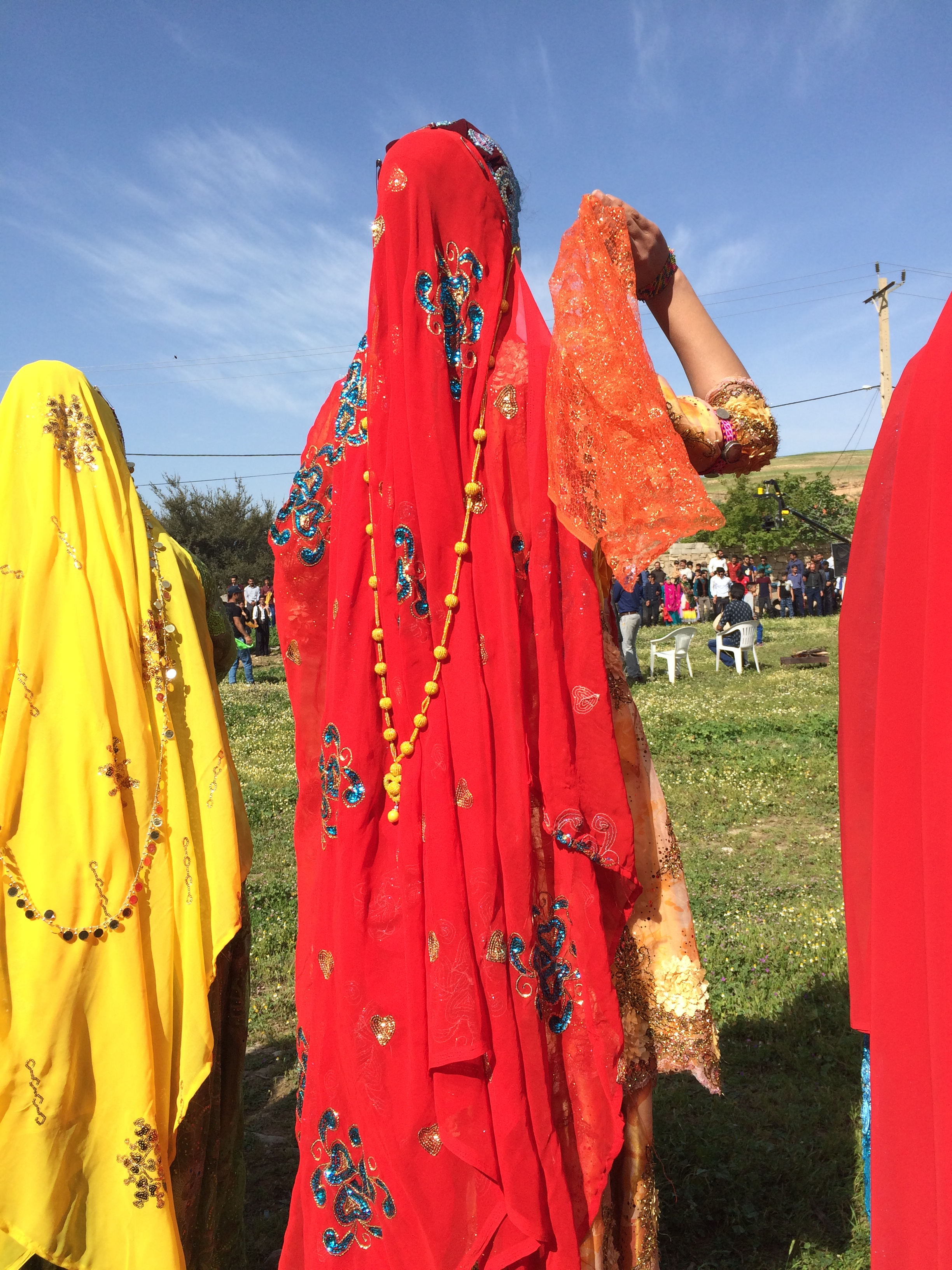
لباس‌های رنگارنگ زنان بختیاری در یک مراسم عروسی در بازفت

1. پوشش سر لچک و میناً لچک کلاهی است که زیر مینا استفاده و با انواع سکه‌های قدیمی، مروارید، سنگ و پولک تزیین می‌شود و انواع مختلف دارد. سیخکی، ریالی، صدف، که رایج‌ترین آن ریالی است که از سکه‌های قدیمی استفاده می‌شود.
2. مینا روسری از جنس حریر و ابعاد بسیار زیاد به‌شکل مستطیل است که به‌صورت بسیار خاصی به سر می‌کنند.مینا را با سنجاق محکم توسط بندی از یک‌سوی لچک به‌سوی دیگر آن از پشت سرشان می‌آویزند که به آن سیزن گفته می‌شود. و بعد موهای جلوی سر را تاب می‌دهند و از زیر لچک بیرون می‌آورند و در پشت مینا پنهان می‌کنند و آن موها را ترنه می‌نامند و با مهره‌هایی با رنگ‌های مختلف آن را تزئین می‌کنند که جلوه‌ای خاص به زیبائی مینا می‌دهد.
3. تن‌پوش زنان لر بختیاری پیراهنی است به نام جومه یا جوه این پیراهن معمولاً دو چاک در اطراف کمر دارد و تا پایین کمر می‌رسد و زیر آن دامن بسیار پرچینی به نام شولارقری می‌پوشند که برای تهیه آن گاه از ۸ تا ۱۰ متر پارچه استفاده می‌شود.
4. جلیقه (جلیزقه) روی پیراهن پوشیده می‌شود که از جنس مخمل است. همچنین زنان بازوبندی (بازی‌بند) نیز بدست می‌کنند که با مهره‌های رنگی و سنگ تزیین می‌شود. البته استفاده از آن خیلی عام نیست و بیشتر در عروسی پوشیده می‌شود.
5. در پوشش پایین‌تنه از شلواری معمولی و گیوه استفاده می‌شود.

رنگ لباس زنان لر بختیاری الهام گرفته از طبیعت است. زنان و دختران جوان در لباسهای خود از رنگ‌های روشن استفاده می‌کنند و رنگ لباس خانم‌های مسن،  به‌دلیل احترام به سن و سال آن‌ها تیره است.

## ترکمن
ترکمنهای ایران در استان گلستان و بخشی در خراسان شمالی، در دشت ترکمن صحرا، سکونت دارند. آنان به دامداری، کشاورزی، پرورش اسب، بافتن قالیچه، و تولید ابریشم اشتغال دارند.
پوشاک بانوان ترکمنی عبارت است از کلاهکی بزرگ و استوانه ای شکل، پیراهنی بلند و ساده ای که اغلب به رنگ زرشکی، بنفش، و قرمز است، شلواری که دمپای آن تنگ و از پارچه ای مرغوب است و میان ساق آن گشاد و از کرباس سفید است، قبایی بلند از جنس ابریشم که روی یقه، مچ، و حاشیه‌های دیگر آن را سوزن دوزی می‌کنند، روسری ترکمن و چارقد به اندازة یک چادر با طول و عرض ۱۵۰‍*۱۵۰ سانت که لبه‌های آن ریش دار است و از جنس پشم یا ابریشم است، جوراب پشمی، کفشی از چرم خام.

## چنشت
بزرگان و پیران از لباسی که شامل یک پالتوی بلند که تمام بدن را می‌پوشاند و شال سر و در برخی مواقع از کلاه معمولی استفاده می‌کنند.
لباس زنان آن‌ها از رنگ‌های شاد و متنوع تشکیل شده و شامل سه قسمت چارقد قرمز یا آبی گلدار، کلاه نقره‌ای و نقره دوزی شده و پیراهن زنانه به رنگ‌های سبز و قرمز یا آبی است که امروزه بیشتر در مراسم‌ها از آن استفاده می‌نمایند.

## خراسان

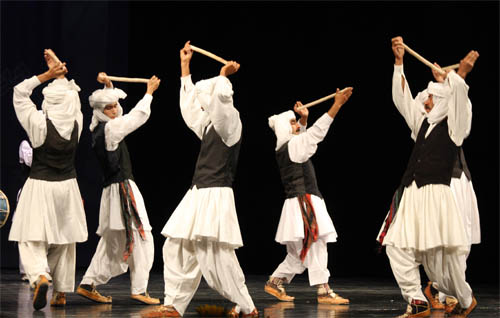
پوشش محلی تربتی

پوشاک خراسانی به انواع لباس‌های محلی اهالی خراسان اطلاق می‌شود. پوشاک اصلی و غالب مردم در منطقه جنوب خراسان شباهت‌هایی با پوشاک در افغانستان به ویژه غرب افغانستان دارد. آمیزشی از قوم‌ها و قبیله‌های گوناگون در جغرافیای خراسان بزرگ بیشتر در شهرهای نسبتاً کوچک، روستاها و خیمه‌های عشایری سکونت دارند. در خراسان نوع پوشش همراه با نوعی منزلت اجتماعی است.

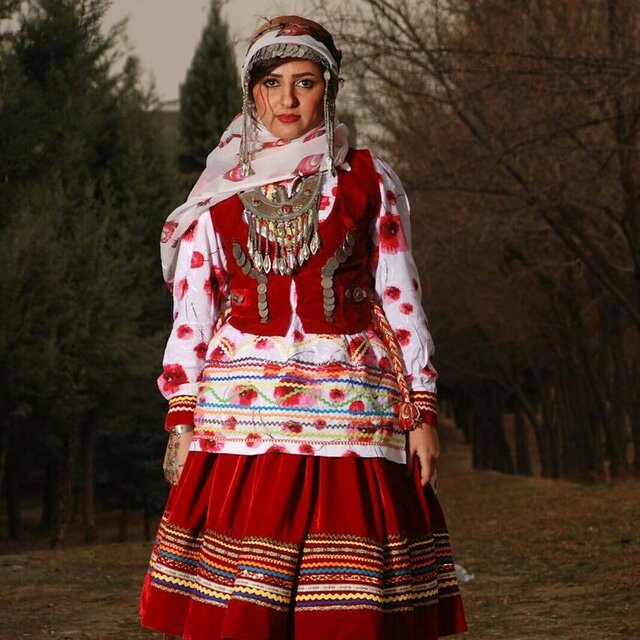
پوشش محلی دختر کرد خراسان

### کرد های خراسان

لباس زنان کردهای خراسان

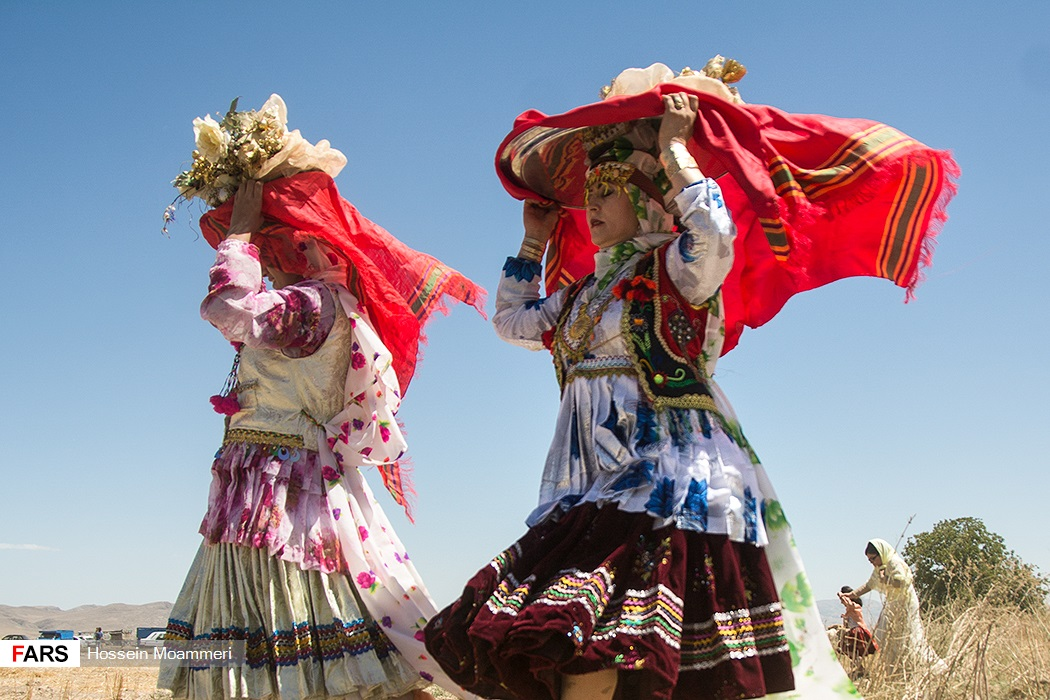
لباس زنان کرمانج (کرد های خراسان)

پوشاک کرد خراسانی به انواع لباس‌های محلی اهالی شمال خراسان اطلاق می‌شود. نواحی که از کلانشهر مشهد گرفته تا دشت گرگان شامل شهر های مشهد، چناران، کلات، درگز، قوچان، فاروج، شیروان، بجنورد، اسفراین و مانه و سملقان می شود. مردم کرد خراسان، لباس محلی مخصوص به خود را بر تن می‌کنند. لباس محلی زنان و دختران کرد خراسان شامل یاشار یا چارقد، کراس، شلوار، دامن، جلیقه می‌شود. برخی لباس‌ها در میان مردان و زنان مشترک است که ازجمله آن‌ها می‌توان به چاوک، کولته، چلپی و یلک اشاره کرد. چاوک لباسی شبیه به مانتو است که از ابریشم قرمز تهیه می‌شود. کوتله چیزی شبیه کت است و چلپی هم نوعی لباس سوزن‌دوزی شده است. یلک نوعی لباس است که با زیورآلات و سکه تزیین می‌شود و جنس آن‌هم از ابریشم است. دون و اچمک لباس خاص مردان است، دون لباسی از جنس ابریشم قرمز با راه‌راه‌های مشکی و سوزن‌دوزی شده است و اچمک نوعی لباس دارای دو بخش درونی و بیرونی است که رنگ این بخش‌ها متفاوت است. مردان کرد خراسان چاروق به پا می‌کنند که از چرم طبیعی تهیه می‌شود.

### عرب های خراسان

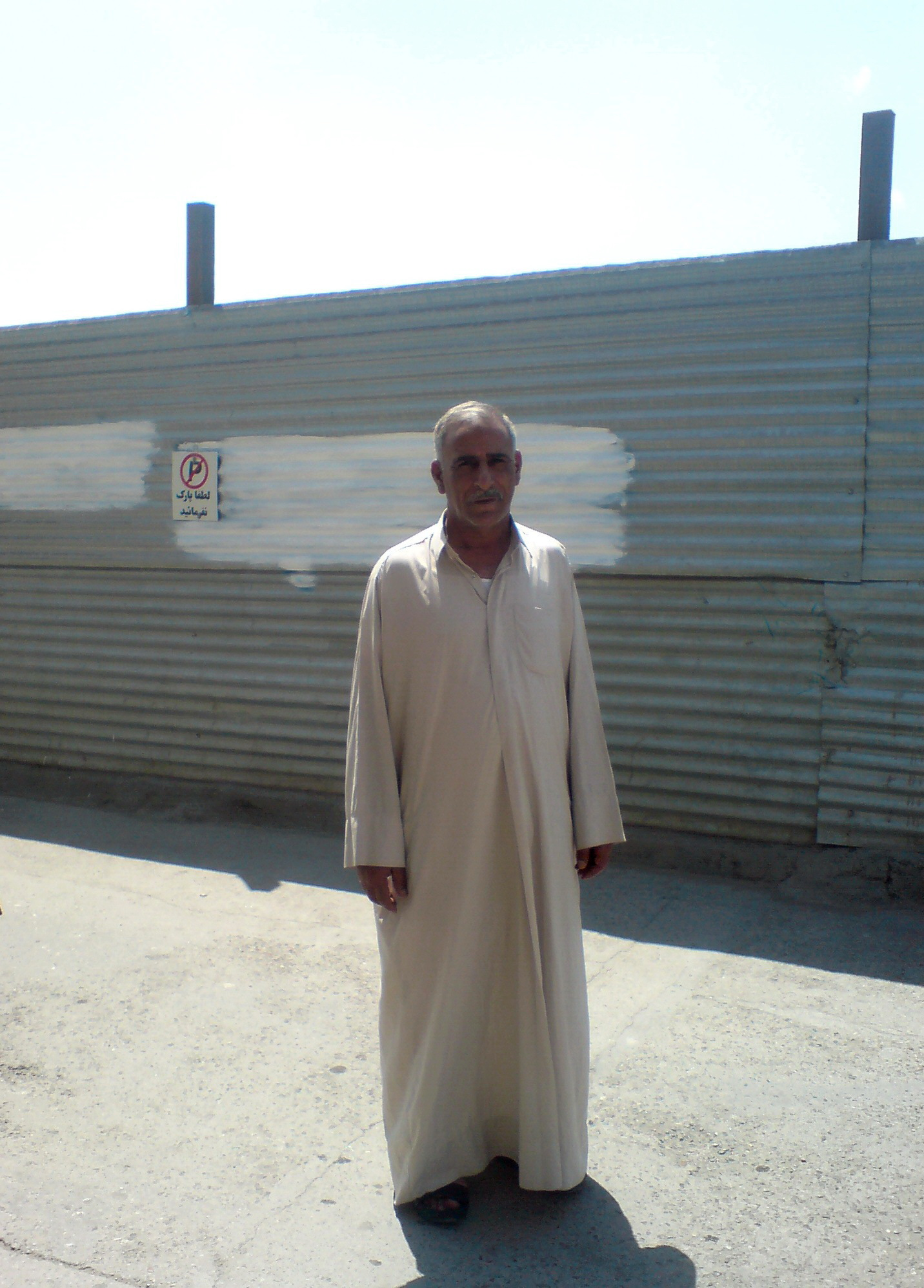
یک مهاجر عراقی‌الاصل در نیشابور با دشداشه.

## خوزستان
عرب‌های خوزستان که در شهرهای مرکز و غرب و جنوب و جنوب شرقی خوزستان هستند از دشداشه استفاده می‌کنند، لباس مردانه بلند و راحتی که عرب‌ها معمولاً با چفیه بین النهرینی (شماغ) و عقال و عبای عربی (بشت) می‌پوشند. دشداشه‌های گوناگون تفاوت جزئی دارند، مثلاً عرب‌های ایران و عراق دشداشهٔ یقه‌دار می‌پوشند.
رگبه
لباس محلی زنان این روستا شامل چادر عبا، ثوب (توری بلند که روی چادر عبا می‌پوشند)، زیرجامه و شیله (نوعی روسری) است. مردان نیز از دشداشه (پیراهن سفید و گشاد و بلند)، چفیه و اعگال (نوعی عرق‌چین) استفاده می‌کنند.

## سمنان
پوشاک مردم استان سمنان به نحوی با وضعیت آب و هوایی منطقه ارتباط دارد. امروزه مردم استان سمنان کمتر از لباس‌های محلی استفاده کرده و لباس‌های معمول روز که در همه مناطق ایران مورد استفاده است، در این خطّه از کشور نیز رواج دارد. لباس‌های معمول اغلب زنان و مردان این استان همان کت و شلوار و پیراهن برای مردان و چادر، مانتو، شلوار و پیراهن برای زنان است.
تن‌پوش مردان سمنان
شامل سرپوش مردانه، تن‌پوش تابستانی مردانه، تن‌پوش زمستانی مردانه و پاپوش مردانه، کت چُقا، شلوار کمری، گیوه است.
تن‌پوش زنان سمنان
شامل چارقد (که طرح و جنس و رنگ و اندازه آن در مناطق مختلف فرق می‌کند)، پیراهن کمر چین‌دار (که اصطلاحاً به آن شوی می‌گویند)، شلیته، تنبان، جلیقه، اُرسی، چادر محلی و پاپوش زنانه (که بسته به فصل گرم یا سرد متفاوت است).

## سیستان و بلوچستان
ک تن‌پوش مردان سیستانی 
- پیراهن چل تریز: پیراهن گشاد و پرچینی که قد آن تا میان ساق پا می‌رسد، آستین آن از دو تکه و یک مرغک تشکیل می‌شود و مچ‌دار است و برای گشادی دامن آن از ترک‌های راسته و گود استفاده می‌کنند. برای دوخت این لباس ۸ تا ۱۰ متر پارچه نیاز است و اغلب به رنگ سفید است. این پیراهن از ۴۰ تکه تشکیل می‌شود، دور سجاف و سرمچ آن را با نخ سیاه، سیاه‌دوزی می‌کنند و روی آن کمربند شانه کش می‌بندند.
- پیراهن برچاک: پیراهنی بلند و گشاد تا پایین زانو که درقسمت پایین دامن گشادتر است با آستین بلند و گشاد و بدون سردست که دو طرف دامن، پیراهن چاکدار است و به آن برچاک می‌گویند. یقه گرد دارد که چاک گریبان آن بر روی شانه چپ به وسیله دکمه بسته می‌شود.

شلوار: شلوار پرچینی که لیف‌های برگردان دارد، از دو ساق و یک میان ساق فراخ تشکیل شده‌است، شلوار به وسیله بندهای بومی که توسط خود مردم منطقه بافته می‌شود بر روی بدن استوار می‌گردد. برای دوخت آن ۶ تا ۸ متر پارچه نیاز است.
- پیراهن معمول: این پیراهن از گذشته تاکنون دستخوش تغییر و تحول گشته و از گشادی شلوار آن کاسته شده‌است. پیراهن مردان سیستانی درگذشته راسته و گشاد و جادار دوخته می‌شد، در جلو فاقد سجاف و از سرشانه شکافی مورب تا زیر سینه داشت که به وسیله دکمه‌ای روی شانه بسته می‌شد، روی آن با ابریشم سفید خامه‌دوزی می‌شد، آستین گشاد و پر چین و مچ‌دار داشت و قد آن تا زیر زانو می‌رسید. جیب چهارگوش در پهلوها داشت. به مرور زمان از گشادی آستین آن کاسته شد و به شکل راسته با مچ درآمد. در جلو سجاف با یقه یا بدون یقه و قد آن تا زانو در دو طرف پهلو دارای چاک و جیب چهارگوش است.

تن‌پوش زنان سیستانی

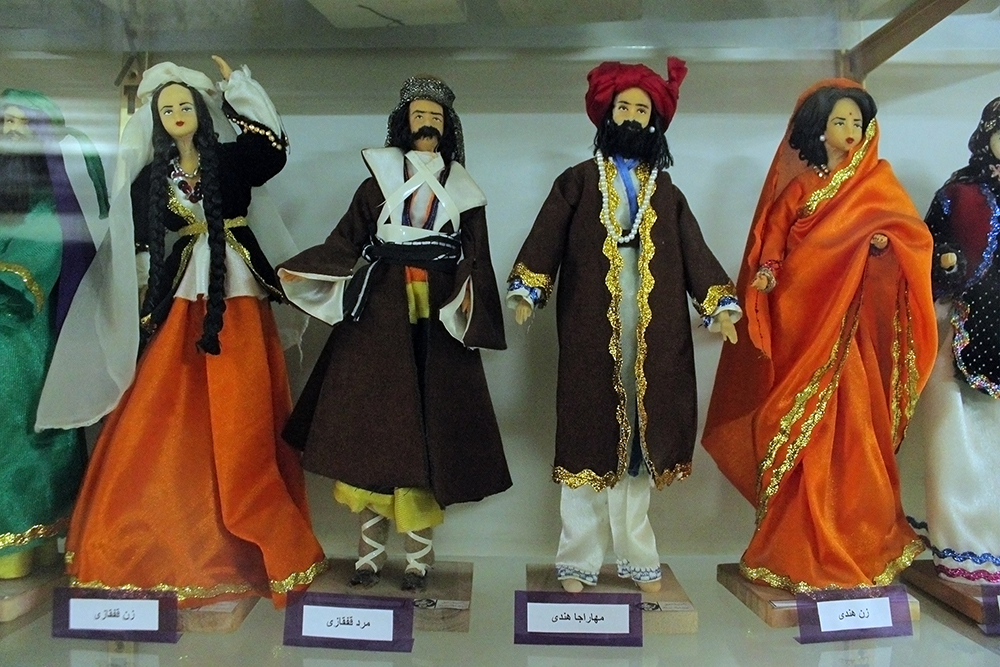
عروسک هایی با لباس محلی اقوام ایرانی، موزه تاریخ طبیعی اصفهان

- پیراهن تاجیک: قد این پیراهن یک‌وجب بالای زانو است و دارای یک برش راسته است که در دو طرف پهلوها چاکی تا بلندی باسن بزرگ دارد. جلو این لباس تا زیر سینه بازاست و سجافی مزین به گلدوزی با نخ سیاه (سیاه‌دوزی) دارد. سرشانه و آستین بدون درز روی دو لابسته برش می‌خورد و آستین از سه برش تشکیل شده‌است.
- شلوار: پیراهن پاچین زنان سیستانی با شلواری که در منطقه کوتَنَه نام دارد پوشیده می‌شد. این شلوار از دو ساق مخروطی و میان ساق کمچین تشکیل می‌شد و کمر لیف‌های در لبه شلوار سجاف می‌خورد و روی آن بادست یا چرخ تزیین می‌شد.
- پیراهن دو گریبانه: قد این پیراهن تا زیر زانو است و در یقه پشت و جلو آن چاک می‌خورد و به‌همین علت به آن دو گریبانه می‌گویند. مدل این پیراهن شبیه پیراهن تاجیک است با این فرق که قد آن بلندتر و بدون چاک و برش زیر آستین چین می‌خورد. این پیراهن با شلوار پوشیده می‌شود.
- جلیقه: از پارچه ساده و تیره رنگ دوخته می‌شود، یقه آن هفت است که تا کمرگاه می‌رسد و روی آن با نوار قیطان نقشبندی می‌شود.
- کت: کت محلی کوتاه که آستین‌های آن بلند و راسته و یقه آن گرد است و از رنگ‌های شاد برای این پوشش استفاده می‌شود، روی آن با نوار تزیین می‌شد و در هنگام سرما از کت‌های چرمه دار و قزن لاله دار استفاده می‌کردند.
- لچک یا دستمال سر: آن را تازده و در جلو سر گره می‌زنند و دو طرف لچک را لای دستمال می‌زنند و موها به شکل چتر از زیر دستمال نمایان می‌شود.
- سرپوش یا چارقد: پارچه چهارگوش رنگی یا سفید که آن را بر روی لچک می‌پوشیدند.
- روبند: بعضی از بانوان برای پوشاندن صورت خود از روبند استفاده می‌کردند که این روبند از پارچه‌های کتانی سفید تهیه می‌شد و در محل چشم‌ها به‌طور سـنتی توردوزی می‌گردید و به وسیله بند به پشت سر بسته می‌شد و قد آن تا زیر سینه می‌رسید.
- کلاه: بعضی از بانوان سیستانی از کلاهکی به شکل عرقچین استفاده می‌کردند که روی آن نقشبندی شده‌است.
- چادر: طرح آن چهارگوش و جنس آن از پنبه است و توسط بومیان منطقه بافته می‌شود. این پارچه چهارخانه مستطیل شکل را از وسط بر روی سر می‌اندازند و قد آن تا کناره‌های زانوها و پایین‌تر می‌رسد. نوع نامرغوب آن جاوَند نامیده می‌شد و نوع دیگر که مختص اعیان و اشراف بود از چهارخانه‌های ریز با نخ ابریشم بافته می‌شد.
- کفش: مدل تخت چوبی که رویه چرمی داشت و افراد معمولی استفاده می‌کردند. اُرسیهای سرکج یا نوک برگشته مخصوص بانوان ثروتمند بود.
- تُنبون: دامن پرچین که درمنطقه به تنبون شگاد معروف است. زنان سیستانی دامنی را به جای شلوار در زیر پیراهن تاجیک می‌پوشیدند که عرض دامن به ده متر می‌رسید.[۸]

پوشاک مردان بلوچ ;

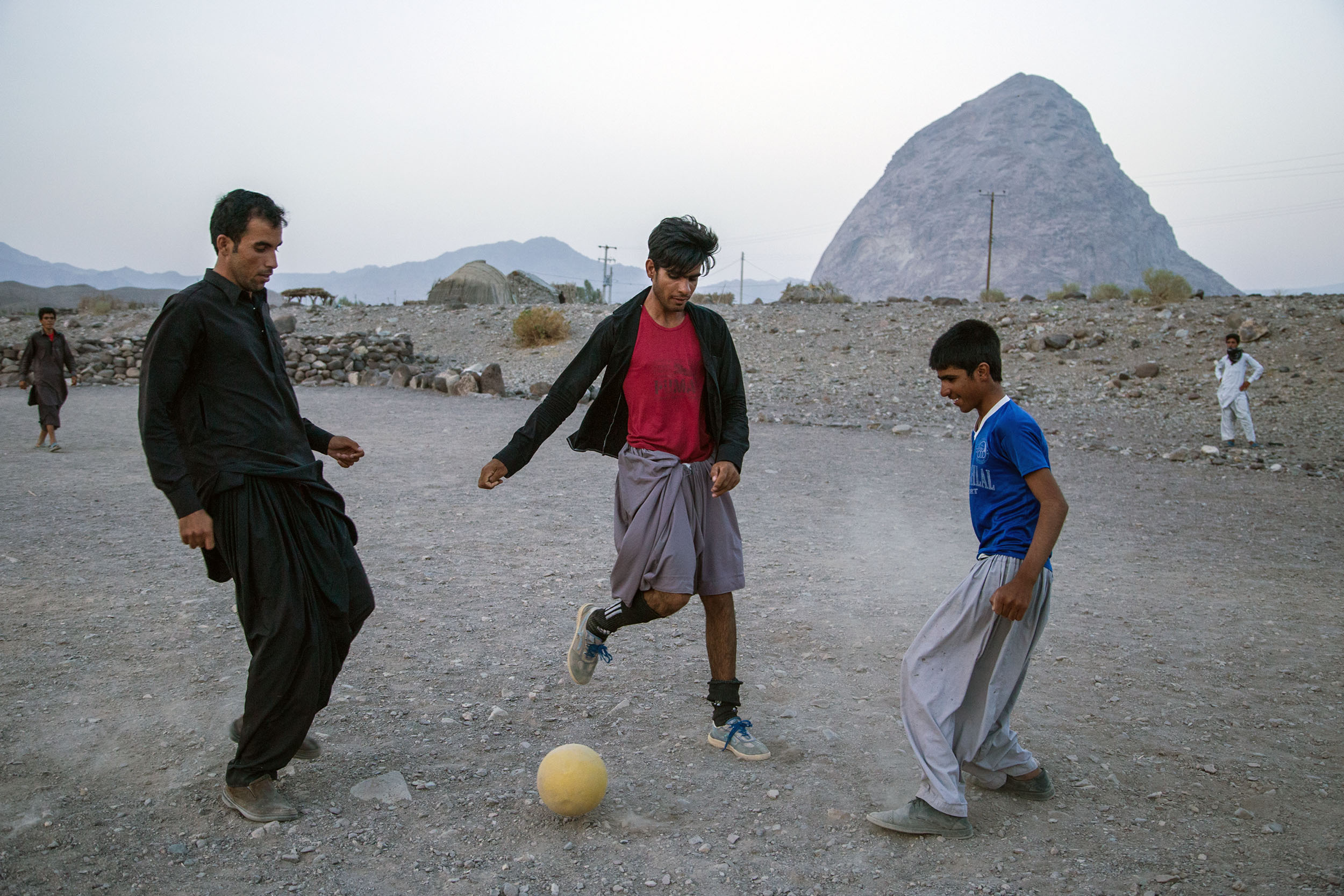
مردان بلوچ با لباس محلی در حال بازی فوتبال

پیراهن یا پیرام معمولی: پیرام را جامه یا جامگ می‌گفتند و برش و دوخت آن هنر مردان بلوچ بود. گریبان یا چاک یقه را با یک دکمه که بر درازی پیراهن دوخته می‌شد، می‌بستند و بندینکی از نخ بر قسمت چپ زیق می‌دوختند، دکمه را از طرف راست می‌بستند، چاک زیق باریک بود و تا انتهای سینه ادامه داشت، بر طرفین زیق دو آستین که  می‌گفتند دوخته می‌شد، دهانه آستین گشاد بود و دارای دو جیب چهار گوش در طرفین پهلو بود که امروزه این لباس تحت تأثیر مد گاهی کوتاه، گاهی بلند و بستگی به مد روز و سلیقه پوشنده تغییر می‌کند.
پیراهن پارخ آستین (فراخ‌آستین)': این پیراهن از دو تکه بالاتنه و دامن تشکیل شده، دامن گرد و گشاد و بلند آن تا زانو می‌رسد، آستین آن کوتاه و لبه آستین کلوش و فراخ است، در گذشته در مراسم جشن استفاده می‌شد.
شلوار: شلوار مردان بلوچ همانند شلوار مردان سیستانی پرچین و با لیفه‌های برگردان است، محل کشیدن بند شلوار را نیپگ  می‌گویند. بند شلوار توسط بانوان بومی بافته می‌شود و برای دوخت آن از ۶ تا ۸ متر پارچه استفاده می‌کنند.
کفش: مردان بلوچ از چند نوع کفش استفاده می‌کنند که عبارتند از:
سواس وکوش: سواس را از برگ درختچه خودرو بیابانی به نام داز یا از پورگ که برگش بهتر و با دوام تر است می‌بافتند؛ بدین ترتیب که برگ را در حالی که تر بود با سنگ می‌کوبیدند و می‌گذاشتند که خشک شود سپس از دو لیف که از همان جنس بود می‌بافتند و بعد لیف بند بر آن تعبیه می‌کردند و می‌پوشیدند. سواس غالباً با دوام بود.
تَکُل: پای‌افزاری برای شبان‌ها و مردم کم استطاعت بود. کفش از چرم دباغی شده گاو تهیه می‌شد (در ته کفش بانوان دو قطعه پوست به نام چوک روی هم می‌گذاشتند)
ته کفش را می‌بریدند و بعد سر کفش را روی آن قرار می‌دادند و با درفش آهنی که آن را دکروش می‌گفتند و وسیله آهنی سر تیز بود آن را می‌دوختند.
پوشاک بانوان بلوچ

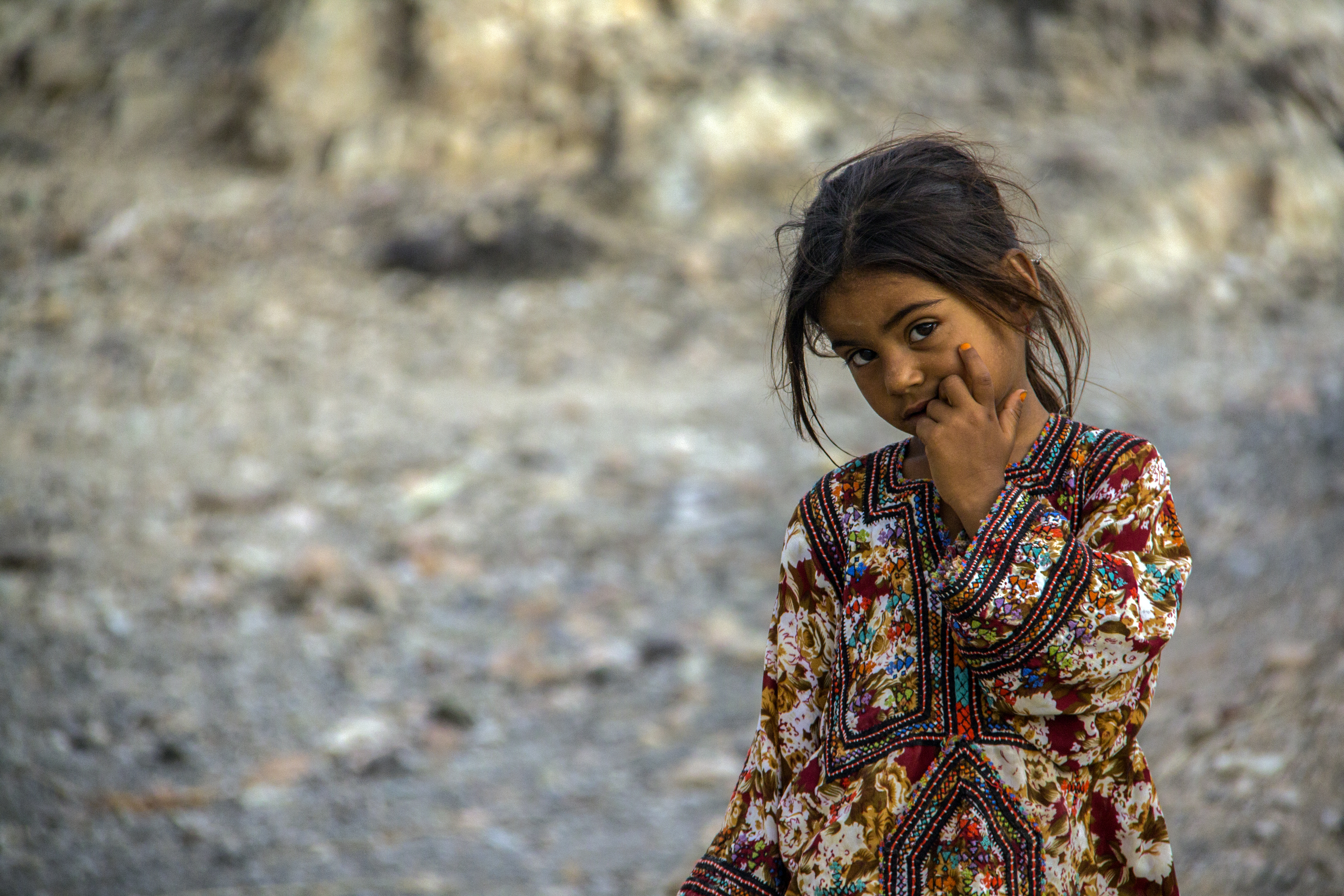
دختر بچه بلوچ با لباس محلی

چادر: این چادر گرد و تمام قد است و آن را بر سر می‌اندازند. لبه کوچکتر از شانه چپ تا پایین کمر پشت سر را می‌پوشاند و تکه بزرگتر تمام قد را دربرمی‌گیرد.

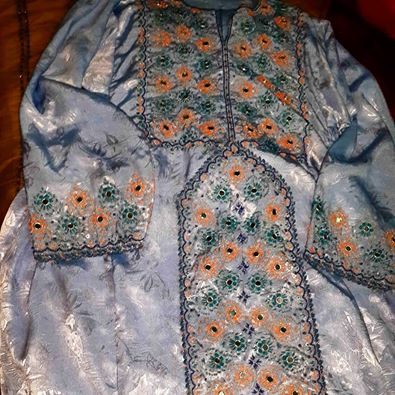
لباس سوزن دوزی زنان بلوچ

گشان چادر: چادر کوچک و مستطیل شکل و ابریشمی است که سر و پشت را تا کمر می‌پوشاند. پوششی راحت که در خانه استفاده می‌شد.
مهنا(مقنعه): این سرپوش ابریشمی و رنگین و چشمگیر است.
چادر چهارگوش (سری): امروزه چادری با طرح جدید میان بانوان بلوچ رواج پیدا کرده که در اصطلاح محلی سریک خوانده می‌شود. پارچه مستطیل شکلی است به طول ۲ متر و عرض ۱ متر که زنان آن را از درازا بر سر می‌اندازند و یک سر آن را به طرف شانه رها می‌کنند. پارچه آن معمولاً از حریر و رنگ‌های روشن (قرمز، زرد، آبی، بنفش، سبز) است و از قسمت جنوب مکران به طرف شمال تا حدودی از تنوع رنگ آن کاسته می‌شود. زنان مسن از رنگ‌های تیره استفاده می‌کنند. این سرپوش به جای چادر در خانه استفاده می‌شود.
پیراهن: در گذشته تمام پیراهن بانوان سوزن دوزی می‌شد ولی به علت سختی و ظریفی طرح‌ها امروزه سه تکه در پیراهن زنان سوزن دوزی می‌شود که تکه بالاتنه را زی یا زیق به معنی یقه می‌گویند، جیب لباس را گفتان یا گپتان و سر آستین را آستینک می‌گویند. این سوزن دوزی‌ها دارای نقش و نگاره‌های رنگارنگ و دوخت‌های متفاوت در مناطق مختلف بلوچستان است که در طرح‌های پرکار ۱) شک و جلر ۲) گل کندی ۳) گل کوین ۴) گل بدون شاخه ۵) پرایز یا فرایز ۵) پیتوشک ۶) پلیرار ۷) چکند ۸)مهسن ۹)سرتوپ استفاده می‌شود.
سواس: نوعی دمپایی که از درخت یا از پورگ تهیه می‌شود.
 موچی: نوعی کفش که به هنگام راه رفتن صدا می‌دهد.
کتوک: نوعی کفش که تخت آن چوب و با روکار کاموا در پا محکم می‌شود.
تک کول: این کفش از درختچه ای به نام داز تهیه می‌شود و به شکل سواس است.
بوانلو
لباس کُردی زنان بوانلو از پیراهنی بلند و حاشیه دار که قسمتی از شلیته را می‌پوشاند و شیلوار پرچین و تاب بلند و جلیقه ای که روی پیراهن می‌پوشند و شال (که وان) بزرگ سفید یا گلدار که به سر کرده و جلو دهان را می‌گیرند، همراه با زیور آلات سنتی که برحاشیه لباس‌ها و عرقچین به طرز بسیار زیبایی می‌آویزند تشکیل می‌شود.

## قشقایی
تن‌پوش مردان قشقایی

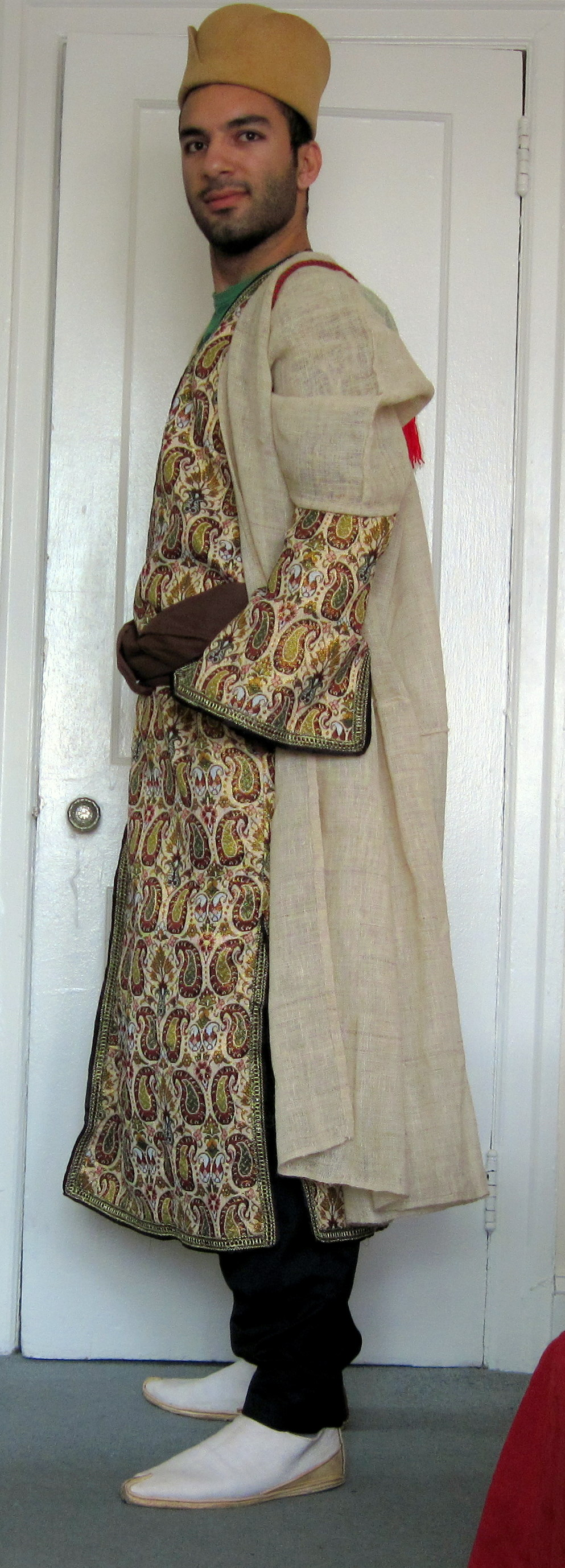
لباس مردان قشقایی

در قرن نوزدهم، مردان عادی ایل شلوارهای دمپا گشاد (تنبان)، پیرهن‌های بی یقه (قیناق)، عبایی بلند (ارخالق) که با شال محکمش می‌کردند و قبای نمدی گرم (کپنک) می‌پوشیدند. ایشان کلاه نمدی سیاه گردی (برک) نیز بر سر می‌گذاشتند. تفنگ، چاقو، خنجر، شمشیر و چماق نیز از مهم‌ترین قسمت‌های آراستگی مردان به‌شمار می‌آمد. در حالی که در شهرها خاصان قشقایی به ویژه عالی مقاماتشان لباسی شبیه به خاصان قاجاری می‌پوشیدند: پیرهن بی یقه، عبای بلند و کلاه پوستی بلند و دواری که گاه سرش تخت بود.
در آغاز قرن بیستم مردها پیراهن بی یقه سفید، شلوار گشاد سیاه که دم پایشان جمع شده بود، قبایی که جلویش با کمربند بسته می‌شد، و کلاه کوتاه و گرد نمدی می‌پوشیدند. بعضی مردها نیز ژاکت‌های پوستی و جلیقه‌های نمدی می‌پوشیدند. پاپوششان نیز مانند همه ایران گیوه (ملکی) بود. برای جشن‌ها، شکار و جنگ مردها عبای نازکی به نام چوقا می‌پوشیدند. بستن قطار فشنگ نیز مایه مباهات بود. مردهای طوایف گوناگون قشقایی بر اساس کمربند و شیوه بستن قطار فشنگشان قابل تشخیص بودند.
از ۱۳۰۷ که رضاشاه پوشیدن لباس‌های محلی را ممنوع کرد تا ۱۳۲۰ که مجبور به استعفا شد، مردان قشقایی از پوشیدن قبا، کمربند و کلاهشان منع شدند. ایشان مانند تمامی مردم ایران (به جز روحانیون) مجبور به پوشیدن لباس‌های غربی شدند. پس از ۱۳۲۰ قشقایی‌ها به پوشیدن لباس‌های گذشته‌شان روی آوردند با این تفاوت که آرخالق به لباس مهمانی تبدیل شد و چوقا ورافتاد. در همین زمان ناصرخان قشقایی که از زندان رضاشاه گریخته بود و در پی ایفای نقش مؤثری در مقام ایلخانی ایل قشقایی بود، کلاهی جدید (ناصرخانی) به قشقایی‌ها عرضه کرد این کلاه بر گرفته از کلاه دو لبه ترکان سلجوقی  که در رنگ‌های نخودی، مازویی و خاکستری، از نمد ساخته می‌شد. این کلاه به سرعت توسط مردان قشقایی پذیرفته شد و به سمبلی از قدرت، خودمختاری ایل  و هویت قشقایی‌ها بدل شد.
تن‌پوش زنان قشقایی
لباس زنان قشقایی با رنگارنگی و تنوعش شناخته می‌شود. زن ها دامن چند لایه (شلیته، تنبان)، تونیک (قیناق) با شکاف در دو سمتش و ژاکت کوتاه (ارخالق) می‌پوشند. بر روی کلاه‌های کوچکشان (کلاقچه) نیز تور روسری مانندی (چارقد) می‌پوشند.زن‌های قشقایی، پیشانی بند ابریشمی ای (یاقلق، قالاق) نیز دور سرشان (روی چارقد) می‌پیچند. جواهرات (گردنبند، سنجاق چارقد، گوشواره و النگو) نیز وابستگی و ثروت خانوادگی را می‌نمایاند. زنان طوایف گوناگون قشقایی معمولاً با لباس، پیشانی بند و رنگ‌های لباسشان شناخته می‌شوند. زنان قشقایی هیچ‌گاه صورتشان را نمی‌پوشانند. در قرن اخیر تا انقلاب ۱۳۵۷ معمولاً گاهی که به شهرها می‌رفتند همانند زنان شهرنشین ایران چادر بر سر می‌کردند. زنان قشقایی لباسشان را خود از پارچه‌هایی که از شهرها و فروشنده‌های دوره‌گرد می‌خرند می‌دوزند. ایشان کفش‌های دست‌ساز معمول در ایران را به پا می‌کنند. زنان خاصان قشقایی نیز همان لباس زنان عادی قشقایی را می‌پوشند. آن‌هایی نیز که از ۱۹۰۵ به شهرها آمده‌اند لباس زنان طبقه بالای شهری را می‌پوشند.

## کردستان

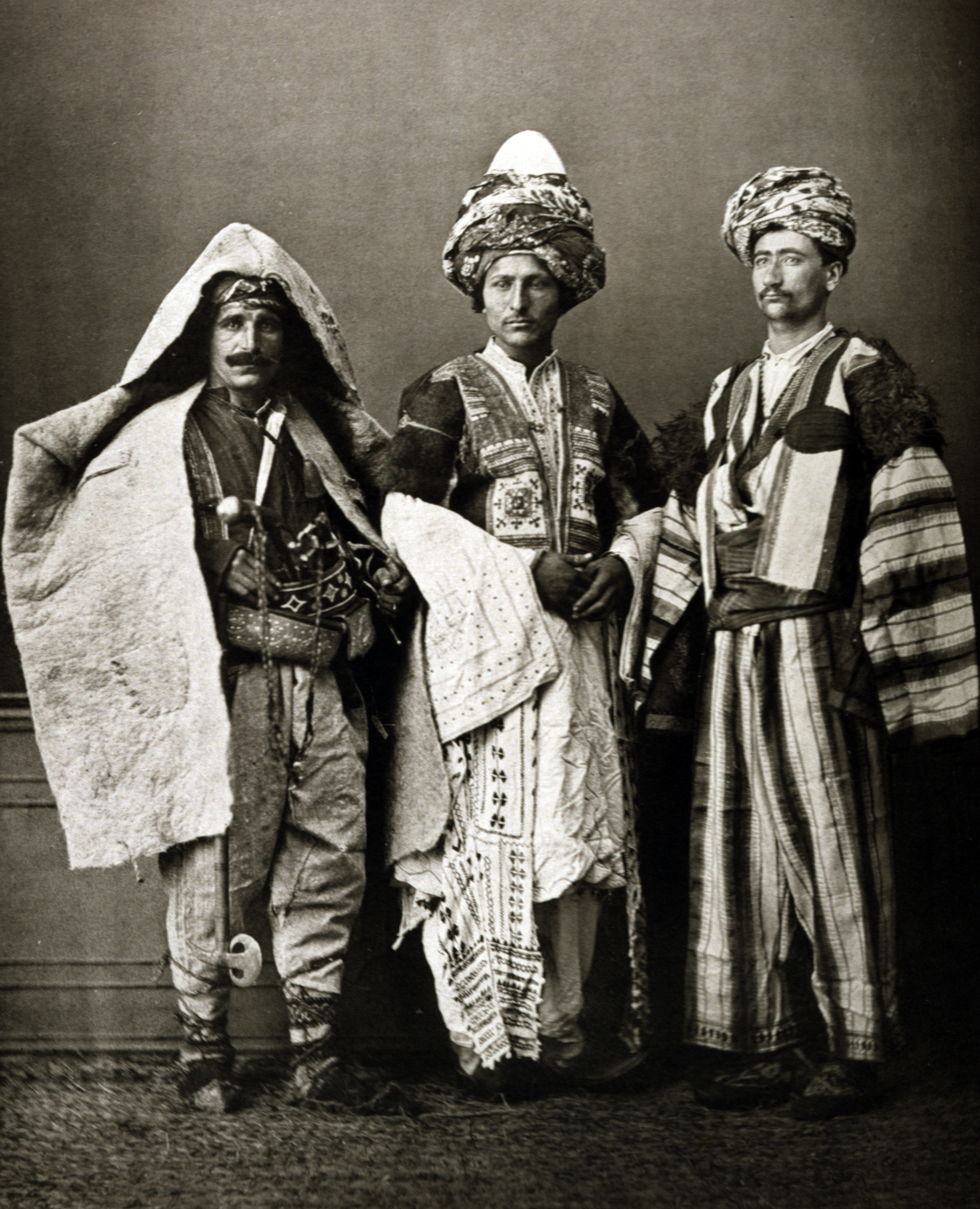
چند مرد کرد در سال ۱۲۵۲ هجری خورشیدی

پوشاک مردان و زنان کرد شامل تن‌پوش، سرپوش و پای‌افزار است. ساخت و کاربرد هر یک از این اجزا، بسته به فصل، نوع کار و معیشت و مراسم و جشن‌ها با یکدیگر تفاوت دارد. هرچند پوشاک نواحی مختلف کردستان مانند اورامان، سقز، بانه، گروس، سنندج، مریوان و… متفاوت است، اما از نظر پوشش کامل بدن، همه با هم یکسان هستند. پیش از ورود پارچه، کفش‌های خارجی و سایر محصولات داخلی به کردستان، بیشتر پارچه‌ها و نیز پای‌افزار مورد نیاز توسط بافندگان و دوزندگان محلی بافته و ساخته می‌شد.
لباس های كردی از قسمت های متفاوتی تشكیل می شود كه هر قسمت كاربردی بجا دارد. اغلب مردان کرد شلوارهای گشاد به نام "پاتول" می پوشند. نیم تنه های مختلفی به نام های "چوخه" و "ملكی" به تن می كنند. بر سرخود پارچه ای به نام "دستار" می پیچند و یا كلاهی به نام "پیچ وكولاو" با نقش و نگار هایی زیبا بر سر می گذارند.
پوشش زنان کرد نیز بسیار پوشیده و نشانگر فرهنگ اصیل آن ها می باشد. زنان غالبا شلوارهای گشاد از جنس حریر بر پا می كنند كه به آن "جافی" می گویند. شالی به كمر می بندند و نیم تنه ای به نام "كلنجه" بر تن می كنند. روسری بلندی به نام "كلكه" یا كلاهی به نام "كلاو" بر سر می گذارند. از روسری زنان این منطقه معمولا پولک هایی آویزان است که رنگ های مختلفی دارند. از ویژگی های چشم گیر لباس های كرد زبانان، استفاده از رنگ های شاد و جذاب آن ها می توان نام برد.
تن‌پوش مردان کرد

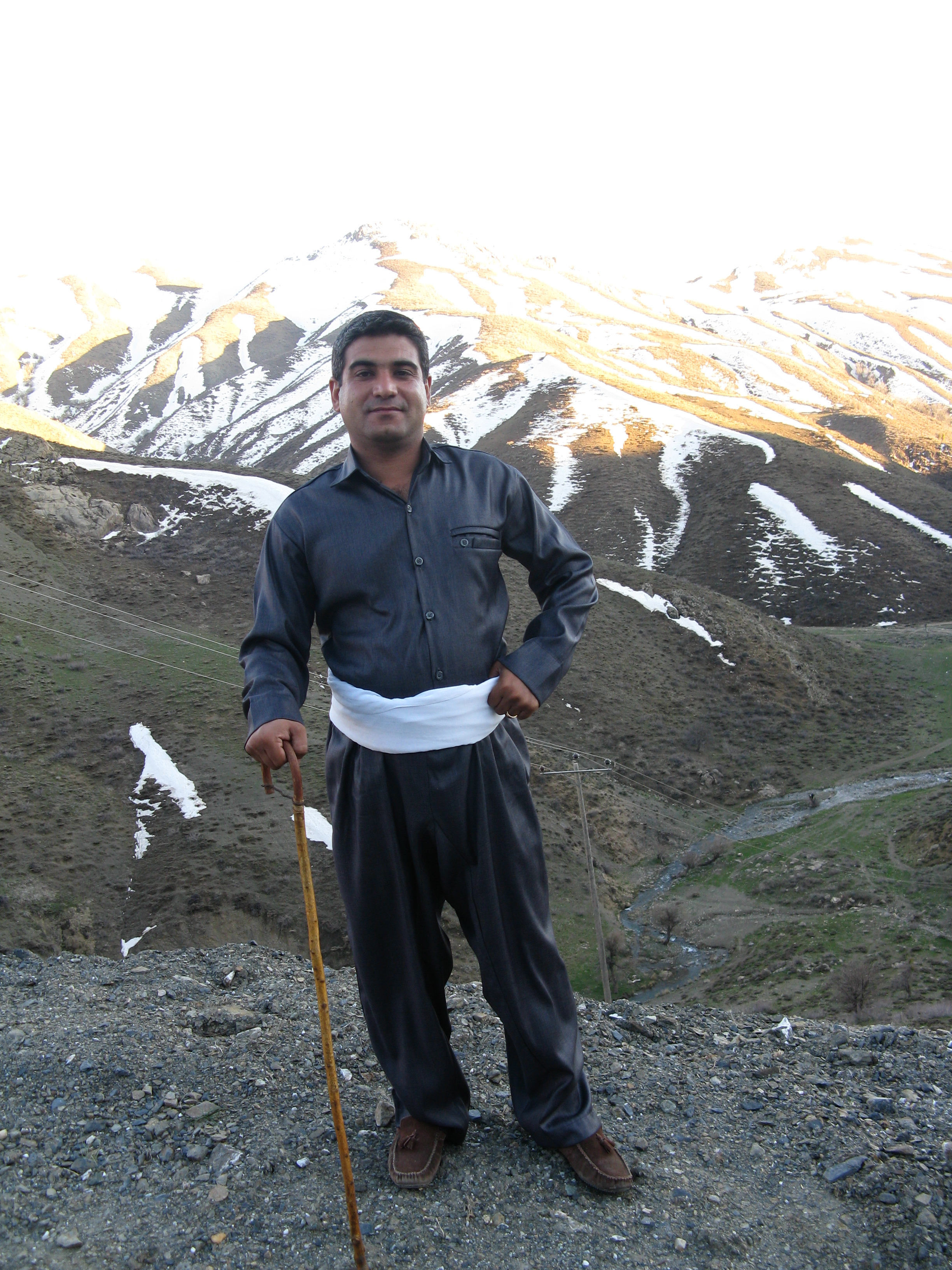
لباس کردی… گورچنگ یا چوب دستی

چوخه: نیم‌تنه‌ای پنبه‌ای یا پشمی است که در ناحیه سقز، بانه و مریوان به آن «که وا» می‌گویند و در سنندج آن را «چوخه» می‌نامند.
پانتول: شلواری گشاد با دم‌پای تنگ است که «رانک» نیز نامیده می‌شود.
ملکی: نیم‌تنه‌ای بدون یقه است که از پایین نیم‌تنه تا بالا به وسیله دکمه بسته می‌شود.
لفکه سورانی: پیراهنی با آستین فراخ و بلند و زبانه‌ای مثلث شکل در انتهای آستین است که در حال عادی دور مچ یا بازو می‌پیچند.
شال: که به آن «پشتون» و «پشتینه» نیز می‌گویند، پارچه‌ای است به طول تقریباً ۳ تا ۱۰ متر که بر روی لباس در ناحیه کمر بسته می‌شود.
دستار: یا «کلاغه» که به آن «دشلمه»، «مندلی»، «رشتی»، و «سروین» (سربند) نیز می‌گویند و مردان به جای کلاه از آن استفاده می‌کنند.
فرنجی: یا «فره‌جی» که ویژه مردان ناحیه اورامانات است و از نمد ساخته و آماده می‌شود.
کله بال: نوعی از نمد پوششی است که چوپانان در مناطق چرای گله در صحرا استفاده می‌کنند.
پیچ و کولاو: کلاه محلی کردها را که معمولاً زنان کرد آن را با دقت و ظرافت خاصی و با نقش و نگارهایی بر جایی مانده از فرهنگ اصیل کردی می‌بافند معمولاً به رنگ‌هایی سیاه و سفید و به دو صورت کلاه بلند و تخت بافته می‌شود و در دست مصرف‌کنندگان قرار می‌گیرد البته بنا به گفته پیشینیان و به اعتقاد آن‌ها مرد نباید سرش لخت باشد.
پیچ: دستمالی است سیاه و سفید که با گذاشتن کلاه روی سر به دور کلاه پیچانده می‌شود و در قسمت پشت سر در درون دستمال قرار داده می‌شود تا شل نشود البته برادران بارزانی پیچ و کولاو شالشان به رنگ قرمز می‌باشد. البته اعراب نیز از این شال چه سیاه و سفید و چه قرمز رنگ برای پوشش خود استفاده می‌کنند.
کلاش: پاپوشی است به رنگ سفید که با ظرافت کامل توسط برادران هورامانی ساخته می‌شود که از بدبو شدن پا جلوگیری می‌کند و پا را خنک نگه می‌دارد از خصوصیات آن فصلی بودن آن است و نمی‌توان از آن در فصل زمستان ویا فصول باران زا استفاده کرد.
تن‌پوش زنان کرد
جافی: شلواری همانند شلوار مردان است. این شلوار را زنان کرد، به ویژه زنان روستایی، هنگام کار می‌پوشند. در سایر مواقع، زنان شلوار گشاد از جنس حریر به پا می‌کنند.
کُلُنجِه: نیم‌تنه‌ای است که روی پیراهن بلند می‌پوشند و رد اورامان آن را «سوخمه» می‌نامند و از پارچه‌زری یا مخمل دوخته می‌شود.
شال: از پارچه‌ای زیبا بر روی لباس در ناحیه کمر بسته می‌شود.
کلاو: یا کلاه که از جنس مقوا و به شکل استوانه‌ای کوتاه است که آن را با پولک‌هایی رنگین به صورت بسیار زیبایی تزیین می‌کنند.
کُلکه: روسری یا دستاری است که به جای کلاه مورد استفاده زنان قرار می‌گیرد کلکه دارای رشته بلندی از ابریشم سیاه و سفید با ملیله‌دوزی است.

## گالش
لباسی که گالش‌ها هنوز هم از آن استفاده می‌کنند عبارتست از، شلوار پشمی، جلیقه پشمی، کلاه و شولا که همه پشمی هستند و برای زندگی در شرایط آب و هوایی سرد کوهستان مناسب است.

## گیلان

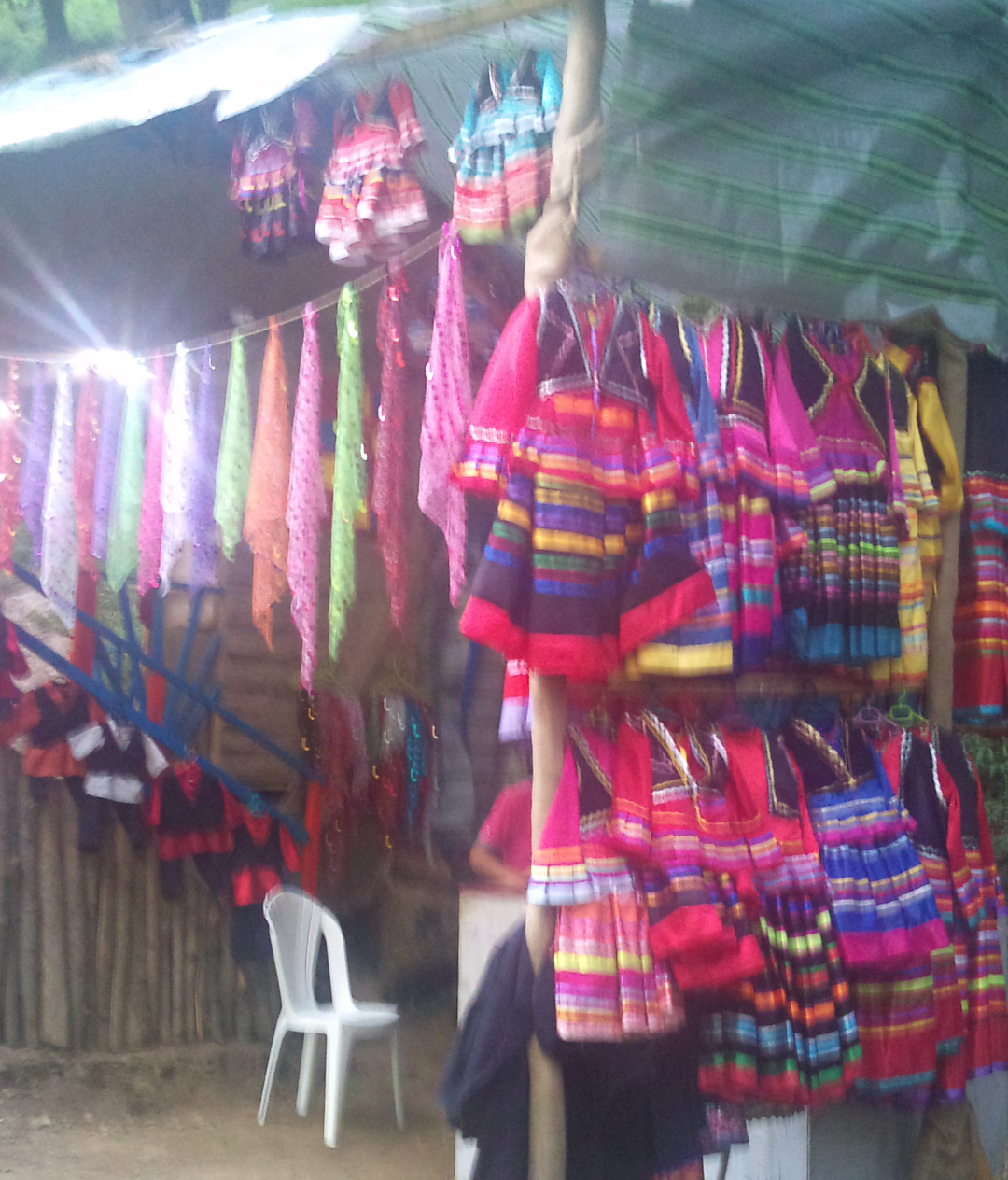
لباس محلی استان گیلان

آثار باستانی به دست آمده در سراسر سرزمین گیلان، سوابق زندگی در این منطقه را به بیش از چهار هزار سال می‌رساند. پوشاک مردم گیلان در گذشته‌های دور نیز از میان این اشیای به دست آمده قابل شناسایی است.
طرح چهره یک بانوی گیلک که بر روی یک جام پوسیده مفرغی به دست آمده‌است، نشان می‌دهد که زنان گیلان روسری بزرگی بر سر می‌گذاشتند و با پیشانی بندی که از روی پیشانی عبور می‌کرد و در پشت سر گره می‌خورد، روسری را روی سر نگاه می‌داشتند.
این جام مفرغی که از مارلیک به دست آمده‌است، به بیش از سه هزار سال پیش بازمی‌گردد. همین تصویر نشان می‌دهد که بقیه روسری روی دوش و سینه قرار می‌گرفت و دنباله آن دوباره از زیر چانه به طرف بالا کشیده و در کنار گوش به پیشانی بند متصل می‌شد.

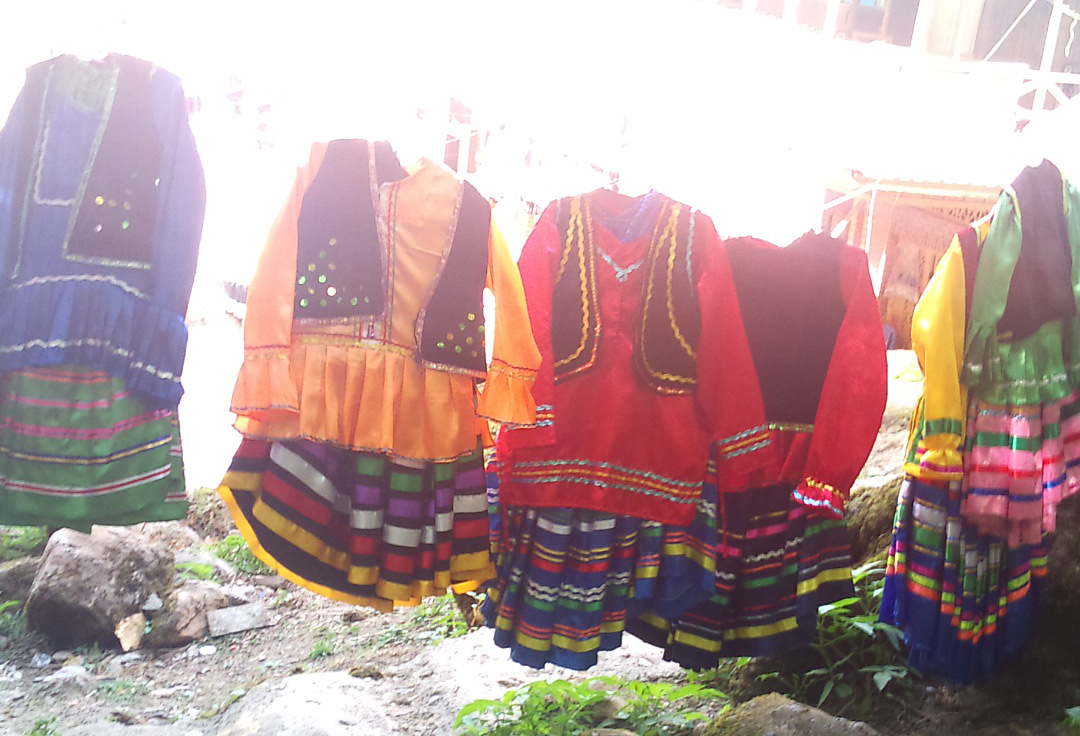
لباس محلی استان گیلان

در مجسمه‌ای طلایی که از مارلیک به دست آمده‌است، یقه ایستاده بر گردن مجسمه را در زیر دو حلقه زینتی می‌توان مشاهده کرد. دو نشان متقارن و نیز آویزی با زنجیر بر سینه مجسمه به چشم می‌خورد. موی سر تزیین شده‌است و حالتی شکوهمند دارد.
همین طرح‌های قلم زنی روی آثار مفرغی، پوشاک مردان باستانی گیلان را نیز ارائه می‌نماید؛ کلاهی از جنس پارچه ضخیم یا نمد، پیراهن آستین کوتاه با دامن کوتاه با کمربندی پهن که بر کمر مرد بسته شده‌است.
در غرب گیلان زنان تالش معمولاً روسری‌های پهن و سفید را با پوشش بیشتری به کار می‌برند.
ردپای پوشاک مردم گیلان از گذشته‌های دور تا سال‌های معاصر به سختی ممکن است و تنها کلاه نمدی و چوموش را می‌توان بر جای مانده از آن دوران دانست.
بومیان گیلان زمین، کت پشمین خشن بافتی به نام «چوخا» دارند، شلوار آن‌ها معمولی و پشمی است که لیفه‌ای یا میان ساق است و کلاه نمدی و چوموش مکمل لباس آنهاست.
پیراهن مردان بیشتر به رنگ قرمز تند یا کمی روشن‌تر و بدون یقه است. آستین پیراهن راسته و بدون مچ و پیراهن دارای چاک در قسمت راست سینه است. معمولاً اندازه پیراهن بلند نیست. پارچه شلوار مردان گیلک غالباً توسط زنان بافته می‌شود.
یک شال نیز برای پیچیدن روی کمر استفاده می‌شود که از پارچه دست بافت و با نقوش هندسی و رنگین است. این شال بیشتر در جشن‌ها و عروسی‌ها به کار می‌رود. کلاه مردان نمدی و از پارچه زمخت بافت پشمی است.
گالشان (دامداران کوهستانی) کلاهی پوستی دارند و علاوه بر آن از شولا یعنی بالاپوش نمدی و نیمه بلند استفاده می‌کنند.
استان چهار فصل گیلان علاوه بر زیبایی های طبیعی، از جلوه ای خاص در پوشاک مردان، زنان و کودکان برخوردار است که با بهره گیری از رنگهای طبیعی و زیبا در کمال یک رنگی، رنگین کمانی از لطافت و زیبایی را با خود به همراه دارند. لباس های سنتی و محلی استان گیلان در سایزبندی های مردانه، زنانه و بچه گانه از جمله جذابیت های بومی و محلی استان گیلان است که زنان و مردان گیلانی هنوز هم به پوشاک سنتی و محلی خود پایبند هستند و از آن ها در بیشتر اوقات و به خصوص در جشن ها و مجالس عروسی استفاده می کنند.
لباس محلی استان گیلان به واسطه تنوع رنگ و نوع پوشش، یکی از بهترین لباس های سنتی و محلی ایران است و باید به عنوان یک هویت ملی حفظ شود. بررسی پوشاک و لباس های محلی هر منطقه ای اطلاعاتی در مورد سیر تحولات تاریخی، اعتقادی، اجتماعی و پیشرفت صنعت به ویژه صنعت نساجی و پارچه بافی آن منطقه در اختیار ما قرار می دهد، همچنین لباس های محلی برگرفته از آداب و رسوم هر منطقه ای می باشد که با توجه به شرایط موجود در آن منطقه می تواند متفاوت باشد.

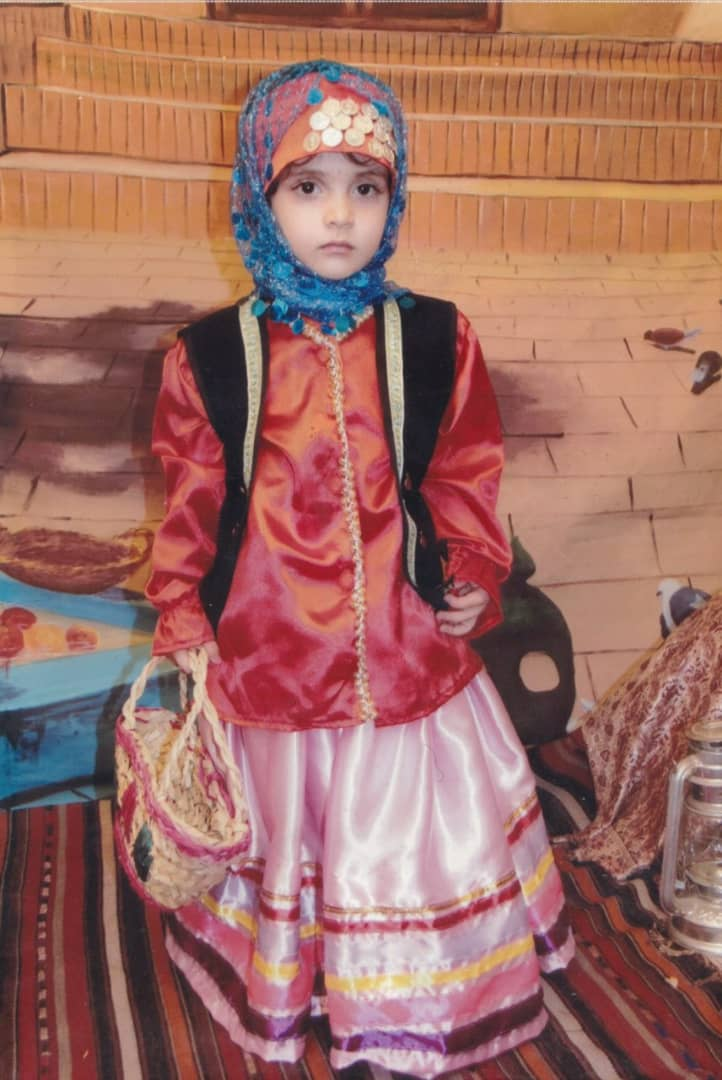
لباس قاسم آبادی گیلان

لباس محلی گیلان در کنار لباس قاسم آبادی توانسته است در جشنواره های بین المللی مختلف مد و لباس، جوایز بسیار ارزنده ای را از آن خود کنند و پوشش استان گیلان را به بهترین شکل ممکن رواج دهند. لباس قاسم آبادی شامل یک روسری زیرین به نام مندیل است که به جای آن از کلاه نیز استفاده می شود و با تعداد زیادی سکه در قسمت پیشانی تزیین می شود، جلیقه این لباس به مانند جلیقه های دیگر بوده با فرق این که با سکه تزئین شده است. پیراهن لباس قاسم آبادی تفاوت خاصی با پیراهن های نقاط مختلف گیلان دارد. دامن آن نیز از پارچه ساده و یا گل دار که روی آن با فرم استانداردی نواردوزی شده تشکیل می شود.

## لرستان
پوشاک سنتی مردان عشایر لرستان
شال: پارچه بلند و سفیدی است به عرض ۶۰ تا۹۰ سانتیمتر و به طول ۶ تا ۹ متر و از جنس چلوار، که آن را چند دور به کمر می‌پیچند و علاوه بر آن در مواقع ضروری ازآن به عنوان کفن یا پیچاندن جای زخم یا طناب نیز استفاده می‌شود.
ستره: قبای مخصوصی است که اندازه آن تا زیر زانو بوده، بیشتر در مواقع رسمی از آن استفاده می‌شود و از قدیمی‌ترین نوع پوشاک ایران است.
کلاه نمدی: کلاه گرد بدون لبه‌ای است که از نمد ساخته شده‌است.
کپنک (فرجی): یک نوع قبای پشمی محکم است که معمولاً مورد استفاده چوپانان است. در مواقع جنگ از آن به عنوان لباس رزم استفاده می‌شود، زیرا ترکیب بسیار فشرده‌ای درساخت آن به کار رفته‌است.

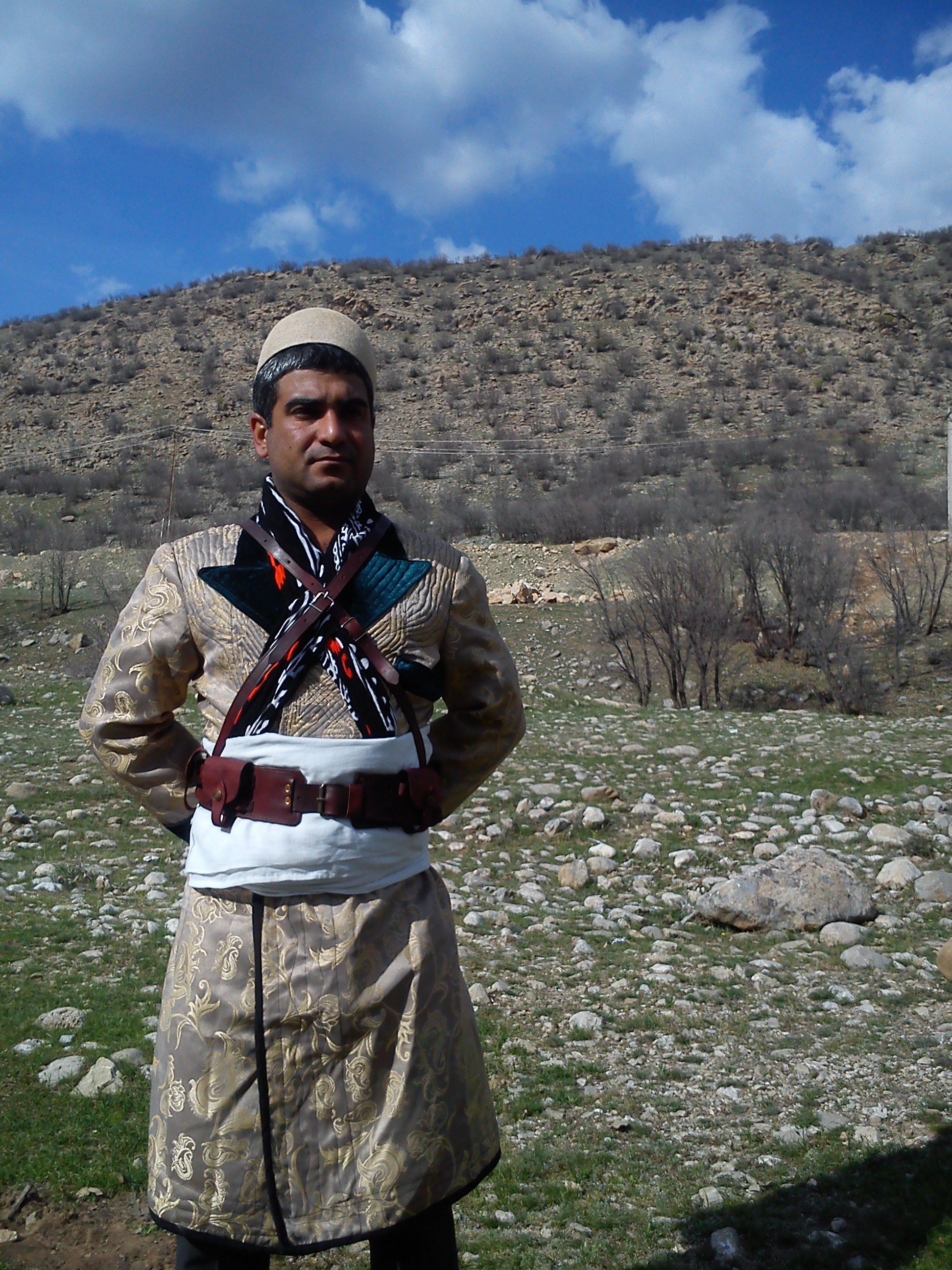
شال و ستره… لباس لری

گیوه: نوعی کفش دست‌ساز محلی است که کف آن چرم یا پلاستیک ضخیم و محکمی است که رویه آن به وسیله نخ تابیده بافته می‌شود.
چوغا: نوعی بالا پوش مردانه است که بیشتر در منطقه بختیاری لرستان و چهارمحال بختیاری مورد استفاده قرار می‌گیرد. جنس چوغا از پشم گوسفند است و معمولاً توسط زنان بختیاری بافته می‌شود.
پوشاک سنتی بانوان عشایر لرستان

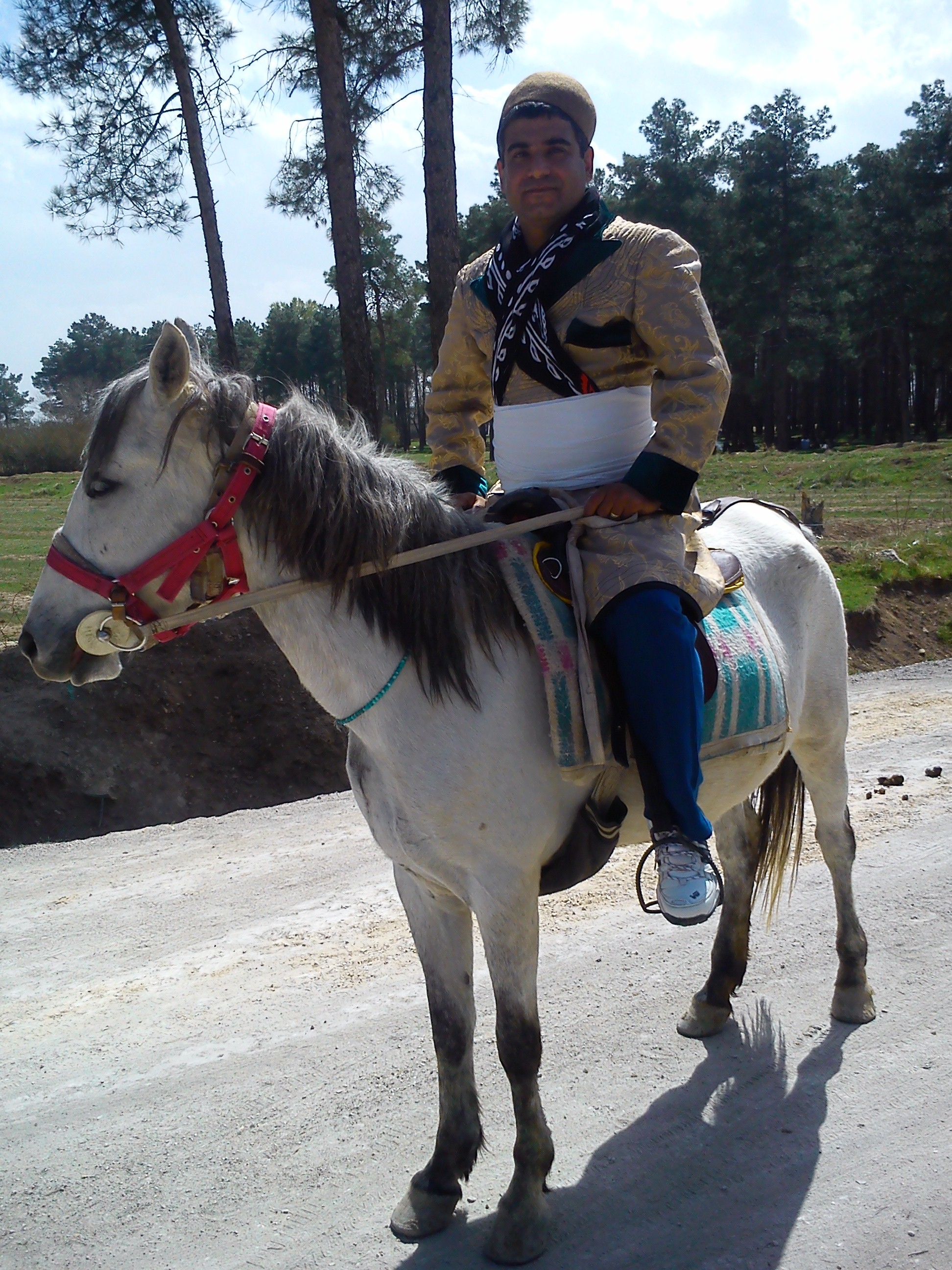
شال و ستره… لباس لری

جومه: نوعی پیراهن زنان لرستان که به صورت آزاد، بلند و بدون یقه است.
کلنجه: بالاپوش یراقدوزی شده‌ای است که در بسیاری از موارد رویه جلوی آن را سکه‌دوزی و تزیین می‌کنند.
تره و گل ونی: تره پارچه ابریشمی مخصوصی است که زنان لر به سر می‌بندند و به لری آن را ساوه می‌گویند. تره را در حالت عادی می‌بندند و برای شرکت در مراسم و جشن و سرور، نوعی از آن را به نام گل ونی که رنگین است روی تره می‌بندند.
مردم لک
تن‌پوش مردان لک
- چه‌رپی - کِلآو: چرپیه یا پارچه‌ای رنگین و متنوع که به اندازهٔ یک روسری مساحت دارد و به «چه‌رپی» معروف است؛ و «کِلآو» کلاهی نمدی از جنس پشم گوسفند فشرده‌شده‌است که در بالای سر حالت گرد دارد و پوشیدن آن جنبهٔ تزیینی دارد. از چه‌رپی در دور گردن هم استفاده می‌شود.
- کُله بال: نوعی نمد پوششی است که چوپانان در مناطق چرای گله در صحرا استفاده می‌کنند.
- کِراس: پیراهنی است معمولی که تا مچ دست و سینه را تا زیر گلو پوشانده و بیشتر از رنگ آبی آسمانی آن استفاده می‌شود.
- قه‌بن: شالی است که بر کمر بسته می‌شود و جنبهٔ تزیینی و ارتباط بین کراس و شوال را دارد و عرق‌گیر کمر هم هست.
- شَوال: شلواری گشاد که از پاچه تنگ می‌باشد و به شوال جافی معروف است.
- کلاش: پاپوشی است به رنگ سفید و اطراف آن رنگی و در بعضی از آن‌ها تزیین شده که به کلاش هرسینی معروف می‌باشد.
- فه‌رَجی: بالاپوشی است از جنس پشم گوسفند یا بز که به‌صورت آستین‌کوتاه و آستین‌بلند نیز استفاده می‌شود و چوپانان در فصول سرما از آن استفاده می‌کنند و بسیار گرم و نرم است.
- کلاو: کلاهی از جنس نمد که در گذشته طول و اندازهٔ بزرگتری نسبت به حال داشته‌است، و یکی از عناصر اصلی پوشاک مردم لک است. گاهی اوقات هم پارچه‌ای به دور آن می‌پیچند.
- ستره: تن‌پوشی بلند شبیه کت که هنگام مراسم رسمی به تن می‌کنند. این کت بلند غالباً رنگارنگ است و در زمان شکار هم به‌کار می‌رفته. شال و ستره همانند تن‌پوش شاهان ساسانی است.
- "قوه": فرم قدیمی‌تر لباس مردانهٔ لک‌ها تشکیل شده بود از "قوه" که تن‌پوشی بلند است و تا روی پاها را می‌پوشاند. سپس "ستره" که به همان شکل قوه است ولی از نخ‌های نازک‌تر با رنگ روشن ساخته می‌شود.

تن‌پوش زنان لر
- بُن زِلفی: کلاهی کوچک و بسیار زیبا که با سکه‌های قدیمی تزیین شده و از آن آویزان شده‌اند، این کلاه رنگی بافته می‌شود.
- له چه ک (گُوِلوَنی):گُلوَنی (Golvani) نوعی سربند مخصوص از واژه «گلبندی» با تبدیل حرف «ب» به «و» و حذف حرف «د» گرفته شده‌است و به نوعی پارچه ابریشمی رنگین اطلاق می‌شود.
- کِراس: پیراهنی بلند که سینه را به‌طور کامل پوشانده و آستین آن تا مچ دست کشیده شده و از پایین هم تا مچ پا بلند است.
- شَوال: شلواری است شبیه به شلوار جافی مردان با این تفاوت که جنس آن بسیار نرم‌تر و از جنس‌هایی مانند ابریشم دوخته می‌شود و پاچهٔ آن از پاچه شلوار مردان لک کمی بازتر و راحت‌تر است.
- کلاش: نوعی کفش است برای زنان که به آن آژ گفته می‌شود و ظریف تر از کفش مردان لک است.
- کُوِلَنجه:نیم‌تنه‌ای است که روی پیراهن بلند می‌پوشند و از پارچه‌زری یا مخمل دوخته می‌شود.

## مازندران
تن‌پوش زنان مازندرانی
شلیته یا چرخی شلوار: دامن پرچین و کوتاهی است از جنس پارچه ابریشمی و کتان‌های ظریف یک رنگ که معمولاً دورادور لبه پایین آن را با نوار سیاه رنگی تزیین می‌کردند و به آن سیاهیک می‌گویند. در تندیس‌های به دست آمده از دورهٔ اشکانیان مجسمه زنی با شلیته‌ای بلند و پیراهنی نیمه کوتاه وجود دارد. در حال حاضر از شلیته‌ هنگام جشن‌ها و برای رقص‌های محلی استفاده می‌شود.
تمبان تنگه تمبان یا پشمبال: نوعی شلوار با الگوی ساده به رنگ تیره معمولاً از جنس پارچه‌ی سنتی کرباس یا از جنس پارچه‌های تهیه شده از بازار به نام دبیت حاج اکبری است.در چین کمر تمبان به جای کش، نوار بلند کتانی یا کج استفاده می‌شود.
نیم ساق: نیم ساق هم نوعی شلوار تنگ به رنگ‌های سبز، سفید یا سرخ از جنس ابریشم یا مخمل است که آن را معمولاً دختران و زنان جوان در زیر پیراهن می‌پوشند.
جومه: پیراهن و دامن یک سره از شانه تا زیر زانو است جنس این پیراهن معمولاً کتان یا چیت است.
نیم تنه: این جلیقه به شکل جلیقه‌های مردانه با یقه هفت یا گرد و جلو باز است و چند دکمه می‌خورد. قسمت جلویی آن از پارچه پشمی و پشت آن آستری است. گاه جلیقه را از جنس مخمل سرخ یا زرد و آراسته به سکه و پول‌های قدیمی تزیین می‌کنند در محل هزار جریب به این جلیقه سیمپوش می‌گویند.
کلیجه: کتی بلند و معمولاً از جنس مخمل رنگی همراه با یراق دوزی و سکه‌های عراقی و رضاشاهی است که در زمستان استفاده می‌شود. این کت آستین ساده بلند دارد. نوع دیگر آن با آستینی که تا روی آرنج می‌رسید به نام چکبن شناخته می‌شد.
چادر شو: چادر شب مربع شکلی را سه گوش کرده دور کمر در پشت گره می‌زنند. هنگام عروسی سر و چهره عروس را با آن می‌پوشانند. جنس چادر شب در خانواده‌های اعیان از ابریشم است و مردم عادی چادر شب‌هایی از جنس کج (ابریشم درجه ۳) یا مخلوطی از ابریشم و کج استفاده می‌کنند.
چارقد: روسری چهارگوش با رنگ روشن و گل دار از جنس وال، ململ، چیت یا ابریشم است. از رنگ روشن چارقد همراه با آرایه‌های نقره‌ای به نام سرچنگک در محل شقیقه‌ها، در جشن‌ها استفاده می‌شود.
مندل: سربندی است از جنس کتان که آن را سه گوشه و روی چارقد استفاده می‌کنند مندل بیشتر هنگام کشاورزی و کارهای روزمره استفاده می‌شود.
سراقوچ: نوعی کلاه زنانه است از پارچه نخی یا الگویی مشابه کلاه نوزاد که برای نگهداری گیسوان بافته شده به کار می‌رود. لبه این کلاه را چین کش می‌کنند.
گیس بند: بند نازکی است که آن را با رشته‌های تابیده شده از نخ برن که معمولاً سفید رنگ است تهیه می‌کنند. از گیس بند برای بستن گیسوان بافته شده‌استفاده می‌شود.
جوراب: جنس آن از پشم است و در رنگ‌های تیره بافته می‌شود.
کوش: در گویش محلی به کفش می‌گویند،جنس آن از چرم دباغی شده و به رنگ‌های قهوه‌ای و مشکی بود.
گالش: بیشتر در رفت‌وآمدهای روزانه استفاده می‌شود و از جنس لاستیک سیاه و کف آن قرمز رنگ است.
چاروق: کفش مشترک مردان وزنان است جنس این کفش از چرم گاو و گاومیش یا نمد است که کمی بزرگ‌تر از پا و لبه آن چین کش است.
پاتوئه: شال بلند ابریشمی است که دور پا پیچیده می‌شود و با کمک ریسمان‌های بلندی آن می‌بندند پاتوئه پاپوش گرمی است و در روزهای سرد بیشتر مورد استفاده قرار می‌گیرد.
قلدون یا گلوبند: شامل میرکا، گبری چشم بلبلی، کهربا، عقیق، یسر و یشم که به صورت اشکال هندسی و نامنظم تراشیده می‌شد.
تن‌پوش مردان مازندرانی
نیم تنه: این جلیقه به شکل جلیقه‌های مردانه با یقه هفت یا گرد و جلو باز است و چند دکمه می‌خورد.
جرب: جوراب ویژه چوپان‌ها بود. انواع کران تری از آن نیز با عنوان‌های رنگ رشت و آق بانو وجود داشت نوع دیگر آن را گردن جرب می‌گفتند؛ و بافت ساده و یک رنگ داشت.
کوش: مردم نواحی کوهستانی گیوه به پا می‌کردند. گروهی نیز گیوه کرمانشاهی که از نخ ابریشمی با الیاف زیبا و کف چرم یا کائوچو بود، می‌پوشیدند. صندل‌های با کف نازک از چوب افرا یا ملیچ را چوکوش می‌گفتند.
شیخی کوش: کفشی از چرم و به شکل نعلین که اغلب مورد استفاده روحانیون قرار می‌گرفت.
چوموشک یا چموشک: کفشی با کفی از چرم گاو و پاشنه نعل آهنی که تا مچ پا بود و در همه فصول استفاده می‌شد.
چاروق: سنتی‌ترین کفش این ناحیه که معمولاً با پاتوئه استفاده می‌شود. جنس آن چرم و دارای بندهای بلند برای بستن دور پا است.

## مریوان
پوشش مردم منطقهٔ مریوان عمدتاً همان لباس محلی کردی می‌باشد که این لباس یکی از زیباترین، متنوع‌ترین و پوشیده‌ترین پوشش‌هایی است که به نوشتهٔ سیاحان در سفرنامه‌هایشان در سطح فرهنگ مردم دنیا کم‌نظیر است، به‌طوری‌که این لباس در چندین جشنوارهٔ مختلف بین‌المللی مقام اول را کسب نموده‌است. این لباس همانند زبان کردی دارای تنوع خاص، در مناطق مختلف می‌باشد. لباس زنان کرد نیز از پیراهن‌هایی با رنگ شاد و نسبتاً گشاد که از شانه تا پا دوخته می‌شود استفاده می‌کنند.

## هرمزگان
با توجه به اینکه هرمزگان، جمعیت‌های عرب زبان و بلوچ را درونش جای داده اما لباس محلی آن خاص و منحصر به فرد است لباسی که به گفته برخی محققین بی شباهت به لباس‌های هندی و عربی نیست گرچه نمی‌توان به صورت دقیق این گفته‌ها را تأیید کرد. زیرا آنچه این شباهت را نشان می‌دهد زری دوزی و مشابهت زیور آلات این منطقه با کشور هندوستان یا طرح لباس بندری با لباس مردم امارات است با توجه به این مسئله که قدمت لباس بندری از تاریخ به وجود آمدن امارات بیشتر است،گمان می‌رود رفت‌وآمد بازرگانان و تجار عرب و هندی و ایرانی به این مناطق باعث تأثیرپذیری از این فرهنگ‌ها شده‌است.
تن‌پوش زنان هرمزگان
پیراهن زنان هرمزگانی گاه بلند تا مچ پا و گاه تا زیر زانو می‌رسد که این مسئله از هر منطقه به منطقه‌ای دیگر متفاوت است. موضوع حائز اهمیت در لباس زنان هرمزگان نوع پارچه و رنگ آن است که جنس پارچه‌هایی که برای پیراهن‌های زنانه انتخاب می‌شود به علت گرمای هوا معمولاً سبک و نازک است تا جریان هوا را به راحتی از میان آن عبور دهد همچنین در انتخاب رنگ لباس از رنگ‌هایی مانند آبی،بنفش،صورتی و سبز بیشتر استفاده می‌شود.
چادر بندری یکی از زیباترین چادرها در سراسر کشور محسوب می‌شود. طرح،رنگ و نوع پارچه منحصر بفرد این چادرها زیبایی خاصی را برای آن‌ها به وجود آورده‌است. بیشتر چادرها به رنگ‌های قهوه‌ای خردلی ،خاکستری مایل به آبی است که اغلب آن‌ها از کشورهای عربی، هند و پاکستان وارد ایران می‌شود.
شلوار بانوان در تمام نواحی استان هرمزگان شکل و آرایشی همانند دارد اما تزئینات دمپای شلوارها بسته به سلیقه محلی و نه شرایط آب و هوایی متفاوت است. شلوارهای هرمزگان دارای دمپای تنگ تا زانو است و در ناحیه کمر و پایین گشاد می‌شود و قسمت مچ پا به سمت داخل را به وسیلهٔ زیپ یا دکمه می‌بیندند.
در پوشاک بانوان هرمزگان ملحقاتی وجود دارد که علاوه بر جنبه تزیینی جنبه کاربردی نیز دارد از مهم‌ترین این ملحقات برقع است که نوعی حجاب نیز محسوب می‌شود و اغلب زنان ساحل‌نشین قشم، بندرلنگه، جاسک و بندرعباس از آن استفاده می‌کنند و در مناطقی مانند رودان، حاجی‌آباد و بستک دیده نمی‌شود.